# 아사하라 쇼코
아사하라 쇼코(일본어: 麻原 彰晃, 본명: 마쓰모토 지즈오·松本 智津夫, 1955년 3월 2일 ~ 2018년 7월 6일)는 일본의 종교가, 테러리스트,
연쇄살인범이다.

## 구마모토현
구마모토현 야쓰시로시 출신. 종교단체 옴진리교의 전 대표·교주이며, 일본에서 유일한 「최종 해탈자」라고 자칭하고 있었다. 또 시각장애인으로 6세 때부터 맹학교에 다녔다. 수많은 옴 진리교 사건을 일으킨 종교 단체 옴 진리교의 창시자. 종교적으로 살인을 긍정해, 스스로의 신자를 이용해 국가 전복을 최종 목표로 하는 일련의 옴진리교 사건을 일으켜, 1995년 5월 16일에 지하철 사린 사건의 주모자로서 체포되었다.
체포된 후로는 점차 기행이 늘어 의사소통이 어려워졌다. 1996년 3월 27일에 경시청 본청사에서 도쿄 구치소로 이송되어 2006년 사형 확정, 2018년 7월 6일에 사형이 집행되었다. 사형 집행 직전 통과되는 교회실에서는 누구에게나 시종 무반응했지만 시신을 찾아갈 곳을 묻자 넷째 딸이라고만 말하고 사형이 집행됐다. 검찰로부터는 「우리나라 범죄 역사상, 가장 흉악한 범죄자라고 할 수 밖에 없다」라고 평가받고 있다.
옴진리교에서의 지위는 존사, 부처제에 있어서는 신성 교황. 1996년 6월 19일 이후에는 교단 내부에서의 지위는 개조. 2000년에 옴진리교가 종교 단체 「알레프」로 개편 되고 나서의 공식 호칭은 「구단체 대표」.

## 생애

### 성인전

#### 마쓰모토 지즈오
1955년 3월 2일 오전 3시 34분, 아사하라 쇼코와 마츠모토 치즈오는, 구마모토현 야쓰시로시 다카우에혼초의 「마쓰모토 다다미 가게」를 경영하는 다다미 직공의 가정의 넷째 아들(남 6명, 여 3명의 9명 남매의 일곱째)로서 태어났다. 선천성 녹내장 때문에 태어난 이래 왼쪽 눈이 거의 보이지 않고 오른쪽 눈의 시력은 1.0 정도였다. 12세 연상의 큰형은 전맹, 다섯째 아들 역시 약시였다. 후지와라 신야는 아사하라 형제의 시각 장애가 미나마타병의 영향이고, 그래서 역시 시각장애를 일으키는 사린을 사용한 것이 아닐까라는 가설을 세우고 전맹인 맏형을 사건 후 인터뷰했다. 맏형의 증언에 의하면, 그도 치즈오의 시각 장애에 관해 같은 의심을 가져, 「미나마타 병 환자로서 관공서에 신청」했던 적이 있지만, 각하되었다고 한다.
할아버지는 구마모토현 출신으로 전쟁 전 한반도에 건너와 경찰서장을 지냈다. 아사하라의 아버지는 지금의 대한민국 전라북도 익산시 춘포면에서 태어나 광복절로 해방 후 함께 일제강점기에서 철수하여 숙부를 의지하여 야쓰시로에 살면서 당시 지방산업이었던 다다미 장인으로 일하게 되었다. 그러나 다다미의 수요는 떨어져, 7명의 아이를 안고 생활은 핍박하고 있었다. 맹학교 교사도 본 적이 없을 정도로 매우 가난한 집이었다. 부모는 줄곧 일해 왔고, 치즈오는 형이나 누나를 부모 대신으로 어린 시절을 보냈다. 그는 말썽꾸러기여서 농기구를 훔치거나 부수고 있었다. 그때마다 형이나 누나로부터 엉덩이를 맞거나 밖으로 내던져지고 있었다. 텔레비전 애니메이션을 아주 좋아하고, 시청중은 치즈오가 존경하고 있던 맏형에게도 채널권을 양보하지 않았다.

#### 맹학교
1961년 4월, 일단은 야쓰시로 시립 곤고 초등학교에 입학하지만, 시각장애인(외눈박이)을 이유로 같은 해 가을(6세)부터 당시 구마모토현 데미즈쵸 이마(현재의 구마모토시 주오구 스이젠지)에 소재한 구마모토 현립 맹학교로 전학, 기숙사에 이주. 그러나, 치즈오는 전맹인 형과는 달리 눈이 보였는데, 학비도 기숙사에 들어가게 된 것. 근처에서는 식구가 줄지 않았느냐고 소문이 돌았다. 스무 살에 졸업할 때까지 13년 동안 부모가 찾아오지 않았고 의복이나 식량을 보내오지 않았다. 다른 아이들은 주말이면 친정에 갔지만 마쓰모토 3형제는 기숙사에 남았다.
당시 앵무새와 같은 폐쇄사회였던 맹학교에서는 강한 권력욕을 보여 눈이 보이려고 다른 아이들을 자식 취급해 폭력으로 지배, 전맹아이를 밖으로 데리고 나가면 밥을 사게 하거나 절도를 시키거나, 전맹학생을 상대로 함정을 파게 하거나, 자기가 갖고 싶은 것을 사게 하고, "밖에 데려다 주었으니 일당을 줘라"며 돈을 주어기숙사 소등시간이 지났는데도 방 불을 켠 것을 기숙사가 나무랐을 때는 넉살좋게 숙소장(을) 태워 밝게 할 정도의 임시방편(일을) 해버리자 쏴 죽여버리겠다고 했다. 생활지도 교사가 주의를 주면 「말만 하면, 무슨 말을 해도 상관없잖아요」라고 말하는 일도 있었다. 흉포하므로 퇴학시키라는 소리도 나왔다. 돈에 대한 집착이 강해 동급생에 대한 공갈로 졸업할 때까지 300만엔을 저금했다.
한편 고등부 담임교사로 만난 한 인사는 맹학교 시절의 보도를 듣고 그런 음지와 양지의 어떤 사람이라고는 도저히 느낄 수 없었다 명랑하고 활발한 아이로 소풍갈 때 보이지 않는 아이의 손을 끌고 다니곤 했다고 말했다.
성적은 중간 정도였지만 '나처럼 병으로 어려운 사람을 구하는 일을 하고 싶다'며 구마모토 대학 의학부를 지망하게 되면서 고등부 3학년 3월에 동의학부를 목표로 했지만 당시에는 시각장애인이 의사면허를 딸 수 없었던 관계로 포기하고 고등부 전공과에 진학한다.
체격이 좋아 당시 교사들에 따르면 고등부 3학년 때는 키 175cm 몸무게 80kg은 됐고 동아리 활동은 유도에 몰두했다. 1975년 1월 12일에는, 맹학교의 학생으로서는 이례의 유도 2단(강도관)을 취득(일련의 옴진리교 사건의 재판이 진행되면 강도관으로부터 단위를 박탈했던 것이 기자 회견에서 발표되어 그 모습이 텔레비전이나 신문 각사, 근대 유도잡지등에서 보도되었다).
마오쩌둥 다나카 가쿠에이 등에 오래전부터 경도해 침구면허도 취득한 마츠모토는 이 무렵부터 도쿄대 법대를 졸업한 자민당 정치인이 돼 나가자꾸는 내각총리대신 자리에 앉히기에 뜻을 굳혔다. 덧붙여 초등부 5학년에 아동 회장, 중등부 재적시와 고등부 재적시에 학생 회장, 기숙사장에 입후보 하지만, 모두 낙선하고 있다. 과자로 매수도 하고 있었다. 나중 진리당 때처럼 선생의 음모라고 나서기도 했다. 19세 때는 맹학교 자치회에서 파괴적인 주장을 되풀이해 대혼란에 빠뜨렸다.
1975년 3월(20세) 구마모토 현립 맹학교를 졸업했다.

### 성인후

#### 결혼
도쿄 대학 문과 1류 수험을 목표로 하기 위해, 1975년 3월말에 도쿄도 고토구 오시마, 8월에 시나가와구 도고에 이주하지만, 9월에는 야쓰시로시의 친정으로 돌아온다. 1976년 1월, 구마모토시 가스가(현재의 도오시 니시구 가스가)로 이주해 맏형의 한약점의 조수를 맡는다. 침구는 잘했다고 환자의 증언이 있다. 3월, 수험 공부를 하기 위해서 학생가가 있는 구마모토시 쿠로가미쵸(현재의 동시 주오구 쿠로가미)에 하숙하지만, 5월에는 다시 친정으로 돌아와, 큰형의 가게를 돕는다. 1976년 7월 20일, 큰형의 가게의 전 종업원이 형을 모욕해 머리를 구타해 부상시켜, 9월 6일, 야시로 간이 재판소에서 1만5천엔의 벌금형을 받는다. 이 무렵 이미 「변호사나 종교인이 되고 싶다」라고 말하고 있었다.
1977년 봄(22세)에 재상경해, 요요기 세미나(도쿄도 시부야구)에 입학했지만, 도쿄대학 수험은 3번 포기하고 있다. 히로세 켄이치에 의하면 세간에서 말하고 있듯이 아사하라가 이것을 좌절로 파악하고 있었는지는 불명하고, 자동소총 밀조 사건 시에는 히로세등에게 대학 수험의 추억을 즐겁게 말하고 있었다고 한다. 또 이과 학문에 관심이 있었다. 영어와 중국어도 독학으로 했다.
1978년 1월 7일, 요요기 세미나에서 알게 된 마츠모토 토모코(구성 이시이)와 결혼해, 지바현 후나바시시 미나토마치에 새집을 마련해 거기에 침구원 「마츠모토 침구원」을 개원. 동년 9월 15일 「마츠모토 침구원」을 폐해, 동시 혼쵸에 진찰실겸 한약국의 「아세아당」을 개업. 동년 12월, 후나바시시 신카타네에 새 집을 구입해 이주.
요즘 침구사로서 아픈 사람을 완치시키지 못하는 헛수고를 하는 것은 아닌지 고민하다 무상감을 느끼고 사주팔자와 기학을 연구하기 시작한다. 하지만 운명을 알아도 운명을 바꿀 수 없다는 생각에 단념하고 대만침구, 한방, 단역, 육임을 거쳐 기문둔갑과 선도에 도달해 신비체험을 경험한다. 더 많은 수행을 원해 예전에는 싫어했다고 하는 종교에 접근해 GLA의 다카하시 노부쓰구의 서적, 나카무라 하지메나 마스야 후미오의 번역 불전으로 아함경, 그리고 아함종을 만난다.

#### 약사법 위반으로 체포
1980년 7월, 보험료의 부정 청구가 발각되어, 670만엔의 반환을 요구받는다. 동년 8월 25일(25세), 네모토 불교계의 신흥 종교단체 아함종에 입문.
1981년 2월, 후나바시시 타카네다이에 건강약품 판매점 「BMA 약국」을 개국, 1982년에 무허가 의약품을 판매해 사천만엔을 벌었지만, 「효험이 없기는커녕 설사를 했다」 등으로 고발되어 동년 6월 22일에 약사법 위반으로 체포, 20만엔의 벌금형을 받는다.
아내 마츠모토 토모코는, 3녀 마츠모토 레이카에 의하면, 1982년에 아사하라가 약사법 위반으로 체포된 것이나, 종교에 빠져 집에 돌아오지 않게 된 것 등이 원인으로, 허용량을 훨씬 넘는 정신적 갈등 때문에, 정신의 이상이 나타나기 시작해 신경증에 걸렸다고 고백(자저 「전환 인생」에도 쓰고 있다). 이후 대인 공포증·외출 공포증이 나타나고 강박신경증도 심해진다. 이 때문에 가정에서도 정신 불안정이 두드러지고 밖에서 붙임성 있게 웃는 날만큼은 가정에서는 사소한 일로 분노를 터뜨리곤 했다. 부부싸움 끝에 집을 뛰쳐나가는 일도 있고, 「이제 마음대로 해! 이런 집 나가요」라고 소리치면서도 실제로 집을 나설 때까지 고함을 지르며 방과 현관 사이를 몇 번이나 왕복했다. 그러나 세 자매 중 지자를 따라가는 사람은 없었고, 딱하게 여긴 셋째 딸 레이카가 몇 번인가 가출에 따라갔다.

### 옴진리교

#### 옴 신선회
1982년, 경영 학원등을 하고 있던 인물인 니시야마 쇼운에게 제자가 되어 「쇼코」의 이름을 받아, 「마츠모토 쇼코」를 자칭한다.
1983년 여름(28세), 몸을 청정하게 하는 아함종의 교의 등이 본래의 아함경과 동떨어져 있다고 느껴 탈퇴. 도쿄도 시부야구 사쿠라오카에, 선도·요가·동양 의학 등을 통합한(초) 능력 개발의 지도를 실시하는 학원 「봉황경림관」을 개설, 마츠모토는 이 무렵부터 「아사하라 쇼코」라고 이름을 올리기 시작한다. 아사하라 쇼코에는 아슈라 샤카라는 의미가 담겨 있다.
1984년 2월, 학원 「봉황경림관」을 요가 도장 「옴의 회」로 변경해, 5월 28일에는 주식회사 옴을 설립. 이시이 히사코에 의하면, 당시의 아사하라는 중성적인 요가의 선생님이라고 하는 곳에서, 종교적인 느낌은 하지 않고 명령하는 타입도 아니었다.
1985년, 가나가와현의 미우라 해안에서 수행 중에 「아비라 케츠노미코토(신군을 이끄는 빛의 생명)가 되어라」라고 계시를 받았다고 한다. 가을에는 공중 부양했다고 칭하는 사진이 잡지 「무」 「트와일라잇 존」에 게재되었다. 또, 「환상의 초고대 금속 히히로카네는 실재했다!?」라고 하는 기사를 「무」에 게재. 이와테현에 히히로 돈을 찾으러 갔을 때 사카이 가쓰군의 친지라는 노인으로부터 사카이가 숨기고 있었다는 하루마게돈 예언을 들었다. 그것은 하르마겟돈 때에는 일본에서 신선민족이 출현해 구세주가 된다고 하는 것이었다(사카이의 진위는 불명).
1986년 4월, 세제상의 우대에 주목하고, 요가 도장 「옴(진리교)의 회」를 종교 단체 「옴(진리교) 신선의 회」라고 개칭. 그해 7월 히말라야에서 최종 해탈이라 칭한다. 이미 무력과 초능력을 사용해 국가를 전복하는 것도 계획하고 있다. 그 때는, 프리메이슨과 싸우게 될 것이다」 등이라고 말하고 있었다고 한다.
당시 아사하라는 아내 도모코와 3명의 딸과 함께 지바현 후나바시시에 살았으며 가족 전원이 침실 하나를 공유하고 있었다. 식사는 야채 위주로 고기 대신 글루텐을 고기 모양으로 만들어 먹거나 밥상 위에 핫플레이트를 놓고 야채 바비큐를 즐겼다. 이 선교의 집에는 '명상실'이 있고 종교화가 걸려 있고 선반에는 불상이 놓여 있었다. 아사하라는 하루 한 번씩 명상실에 틀어박혀 수행했다. 선반 앞에 밥상을 놓고 아사하라는 이를 제단이라고 불렀다. 모양은 중요하지 않다. 마음이 중요해. 내게는라는 게 아사하라의 말버릇이었다. 나중에 교단이 커지고 나서도 마원은 그것을 제단으로 사용할 만큼 애착을 갖고 있었다. 당시 아사하라는 요가교실을 도쿄 시부야에서 열고 있었기 때문에 집에 있는 경우가 적었다. 가끔 퇴근하면 강도 높은 약시 때문에 TV에 달라붙듯 야구 중계를 봤다.
이 무렵에는 세타가야구의 도장에 살게 되어 거의 집에 돌아가지 않게 된다. 이따금 아사하라가 귀가하면 세 딸들이 기뻐하며 현관까지 달려가 자매끼리 아버지를 서로 빼앗고 있었다. 둘째 딸은 아버지의 귀가를 「태양이 없는 세계에, 태양이 왔다」 등으로 표현하고 있었다. 그러나 아내인 도모코는 아사하라가 좀처럼 귀가하지 않는 것 등으로 인해 정신불안정이 되어 아사하라를 향해 욕설을 퍼부었지만 아사하라는 거의 저항을 하지 않았다. 셋째 딸 레이카의 눈에는 도모코가 아사하라의 종교를 믿는 것 같지는 않았지만 아사하라의 저서를 심야까지 대필하고 있었다. 이후의 아사하라의 저서 중 몇 개는 도모코가 쓴 것이었다. 아사하라는 아이를 향해 모기에 물리면 간지럽고 싫다. 모기도 살아 있단다 부처님에 따르면 우리는 사후에 다시 태어나 어쩌면 모기로 다시 태어날지도 모른다는 등의 말을 했지만 아내 지자는 당시에는 신앙심이 없었던 탓인지 모기를 태연하게 죽이고 있었다. 또, 아사하라는 그 무렵, 가족과 함께 개발도상국을 중심으로 자주 여행을 했는데, 아이들에게 「세계에는 음식을 먹을 수 없는 아이도, 지붕이 있는 곳에 살 수 없는 아이도 있다. 음식을 소홀히 하지 말자」 등이라고 타이르기도 했다.

#### 옴진리교 결성
1987년 7월(32세)에는 요가계로 가고 싶다고 하는 대부분의 신자의 의향을 물리치고, 불교계로 간다고 하여, 「옴 신선회」를 「옴진리교」로 개칭해, 포교 활동을 전개. 자신의 저서, 오컬트 잡지에의 광고 기사를 이용해 서서히 신자를 획득해 나갔다. 같은 해, 니혼TV 「츠루짱의 풋풋5」에 초능력자로서 출연. 또 달라이 라마와 친분이 있는 페마 갤포에 접근."자신의 수행이 어느 정도인지 티베트 불교의 장로가 보고 싶다"며 다람살라의 종교·문화청을 소개받는다. 현지에서 원로들과 함께 명상한 결과 높은 평가를 받아 달라이 라마와 접견을 여러 차례 했으며 접견 상황을 선전에 이용하게 된다.

#### 마하야나와 바질라야나
아사하라는 이미 옴진리교 신선의 회시대인 1987년에는 탄트라·바지라야나 푸아와 같은 폭력 긍정의 가르침을 설파하고 있었다고 여겨진다. 게다가 아함종의 간첩이 있는지 조사하게 하는 등, 후에 이어지는 행동이 시작되고 있었다.
1988년, 7월에 막대한 시주로 인도에서 카를 림포체와 만나는 것에 성공한다. 아사하라의 신비체험 중심주의는 림포체에게는 별로 칭찬을 받지 못했지만 이때 아사하라는 림포체로부터 바지라야나의 폭력 긍정에 대한 가르침을 설법당해 큰 영향을 받았으며 귀국 후에는 이제는 바지라야나의 규칙이다!라고 외치면서부터 신지미츠 등 남성 간부들에게 폭력을 휘둘렀다. 9월에는 재가신자 사망사건이 발생, 교단으로부터 사망자를 낸다. 아사하라는 "드디어 이것은 바질라야나에 들어가라는 시바 신의 시사군"이라고 말했다. 이 무렵부터 요한의 묵시록 해독에 열중하기 시작한다. 그해 10월 28일 당초 나는 말이지 범부들을 구제하는 게 내 역할일 것이라고 생각했다. 그러나 최근 나는 마음이 조금씩 변하고 있다. (생략) 동물화된, 혹은 아귀화된, 혹은 지옥화된 이 인간사회라는 것의 구제는 불가능한지도 모른다고. 그리고, 그럼 어떻게 하면 좋으냐 하면, 새로운 종, 즉, 지금의 인간보다 영성이 훨씬 높은 종, 이것을 남기는 것이 나의 역할일지도 모르겠다고.」라고 설법했다.
1989년, 남성신자 살해사건, 사카모토 쓰쓰미 변호사 일가 살해 사건을 지시. 사카모토 변호사 사건에서는 당초부터 옴진리교의 관여가 의심되었다.
1990년 2월의 중의원 의원 선거에서는, 진리당 대표로서 도쿄 4구(5인구)로부터 출마, 옴송을 부르는 등 독특한 선거 퍼포먼스로 주목을 끌어 「포말 후보라고 하지만, 두고 보자」라고 말하고 있었지만, 결과는 1783표로 낙선. 「이번 선거의 결과는, 분명히 말해 참패, 그래서, 무엇이 참패인가 하면, 그것은 사회에 졌다고. (생략) 즉, 선거관리위원회를 포함한 대규모 속임수가 있지 않았는가」 「지금의 세상은 마하야나에서는 구제할 수 없는 것을 알았으므로 앞으로는 바질라야나로 간다」라며, 보툴리누스균이나 호스겐 폭탄에 의한 무차별 테러를 계획한다.
1991년, 국토법 위반사건을 일으켰기 때문에, 무기 제조를 중단하고, 1991년부터 1992년에는 마하야나, 합법 노선으로 전환해 문화활동이나, 인도·티베트·라오스·스리랑카·러시아 방문, TV 아사히 「아침까지 생TV!」 「비트 타케시의 TV 태클」·후지 TV 「안녕! 나이스데이」·니혼TV 「톤넬스」의 생으로.
이리하여 신신종교붐의 대표로 인기인이 된 아사하라였지만 한편으로 아사하라 자신은 이러한 온건노선은 사악한 세계에 대한 유혹이며 구세주로서의 사명을 방해하고 있다고 느끼고 있으며 이 흐름을 타서는 안 된다고 말했다고 조유 후미히로가 말하고 있다. 1993년 전후부터 '다시 브라질라야나를 시작하겠다'며 서서히 무장화를 재개했다.

#### 무장·비합법 노선 본격화
1993년에는 「모든 영혼을 포어하겠다」 등이라고 발언해 다시 바지라야나·비합법 노선을 본격적으로 재시동, 옴진리교 방송 등 일부를 제외하고 미디어에의 노출도 줄어 들어, 신자에게 병기의 개발이나 적대자의 암살을 지시해 많은 사건을 일으킨다. 대부분의 사건은 무라이 히데오 등 제자에게 지시하는 형식으로 이뤄졌지만 약제사 린치살인사건에서는 실제로 현장에 입회했다. 신자가 운전하는 탄저균 분무 트럭에 탑승해 도내를 둘러싸고, 프리메이슨 인정한 건물을 향해 탄저균을 뿌리고 있던 일도 있었다.
사린 개발에도 힘을 쓰고 있어 사린 70톤 양산 계획의 조기 실현을 명령하고 있었다. 이 외, 자동소총 밀조 등 다수의 옴진리교의 무기 개발을 추진했다.
또, 이 무렵부터 미군에 의한 독가스 공격이나 Q열의 증상을 호소해 「독가스에 당해 죽는다」 등 피해망상이 심해진다. 전자파 공격 대책으로 전용차에 금속망을 치게 하거나 간암에 걸렸다며 초음파 검사를 하기도 했다.
1994년부터는 아사하라가 급속히 아이들에게 자주 스킨십을 반복하게 된다. 때로는 셋째 딸(레이카)에게 키스를 하거나 껴안거나 하는 일도 있어 유원지나 식사에 데리고 갈 기회도 증가했다고 한다. 동년 6월에 마츠모토 사린 사건을 일으키고 있다.
1995년, 한신·아와지 대지진의 지원이라고 칭하며 고베시 나가타구를 방문했지만, 나가타구에 놀 곳이 없다는 것을 알게 되자 돌아가 버렸다고 한다. 3월 13일에는 토이저러스 오카자키점에서, 3월 15일에는 히코네시의 패밀리레스에서 신자를 데리고 나돌고 있던 것이 목격되고 있다.

#### 체포
40세를 맞이한 1995년의 3월 18일, 무라이 히데오, 이노우에 요시히로 등과 강제 수사의 연기 방법을 리무진내에서 모의해, 지하철에 사린을 뿌린다고 하는 제안에 찬동, 20일에 지하철 사린 사건이 일어난다.
그 후, 존사 전용차를 도쿄로 이동시켜 위장 공작을 실시했지만, 5월 16일에 야마나시현 니시야쓰시로군 카미쿠이시키무라(현·미나미토루군 후지카와구치코정)의 옴진리교의 교단 시설 「 제6 사티안」내에서 지하철 사린 사건의 주모자로서 체포되었다.
수사본부는 당초 아사하라는 1층과 2층 사이의 방에 숨어 있다는 엔도 세이이치의 진술을 토대로 해당 부분을 수색했으나 발견되지 않았고 제6 사티안 남쪽 입구 1층에서 2층 계단 천장 부분에 조성된 숨겨진 방(높이 약 50cm, 폭 103cm, 깊이 335cm)에서 현금 960만엔의 돈다발과 침낭을 안고 숨어 있던 곳에서 발견됐다.
아사하라는 다음과 같이 진술했다.
- 남성신도 살해사건 - 피해자가 죽고 싶다, 포아 해달라고 했어 오카자키 가즈아키 등에게 설득시키라고 했으나 살해하고 말았다.[85]
- 사카모토 쓰쓰미 변호사 일가 살해 사건 - 사카모토 변호사가 악업을 쌓기 전에 포아 할 수 밖에 없다고 생각했다. 자식만 살게 해도 오히려 잔인하다는 생각에 가족의 살해를 허락했다. 처벌은 각오하고 있다[86].
- 약제사 린치살인사건 - 피해자의 목을 졸라 기절시키고 혼내주려고 했지만, 나카가와 토모마사가 로프 등을 사용했기 때문에 죽여버렸다[87].
- 마츠모토 사린 사건 - 부인도 자백도 하지 않는다. 교단이 정신 착란제 등에 의한 독가스 공격을 받았기 때문에 발생했을 가능성이 있다[88].

아사하라는 석가모니와 시바신의 계시에 의해 엔도 마코토에게 변호를 부탁했지만 거부되어 요코야마 쇼지가 아사하라의 사선변호인이 되었다(후에 해임). 요코야마에게 쓴 『아사하라 노트』에는 "많은 사람들이 죽거나 또 상해를 입은 것은 사실" "이번 사건의 막판에 대해서는 나 개인은 자신의 일신을 이렇게 괴롭히면서 던지고, 괴롭히면서 인생의 종말을 맞이하고 싶은 것입니다" "밖에 있는 제자들의 수행 장소를 빼앗는 일은 제발 그만두십시오" 등이라고 적었다.
체포 전부터 벌써 아사하라 체포 후의 교단의 존속에 대해 계획을 세우고 있어 당초는 변호사를 통해서 옥중 지시를 내렸다.

## 형사 재판

### 기소된 죄상
최종적으로는 도쿄 지방 검찰청에 의해 17 사건(살인 26명과 체포 감금 치사 1명. LSD·메스칼린·각성제·티오펜탈 밀조 사건은 나중에 취하)로 도쿄 지방재판소에 기소된다.
변호측은, 사건은 「무라이 전 간부를 중심으로 한, 제자들의 폭주에 의한 것으로, 마츠모토 치즈오 자신은 일절 지시를 하고 있지 않다」라고 무죄를 주장.

#### 마지막까지 기소된 죄상
- 남성신자 살해사건 (살인죄)
- 사카모토 쓰쓰미 변호사 일가족 살해 사건 (살인죄)
- 사린플랜트 건설사건 (살인 예비죄)
- 약제사 린치살인사건 (살인죄 사체손괴죄)
- 타키모토 타로 변호사 사린습격사건 (살인 미수죄)
- 자동소총 밀조사건 (무기 등 제조법 위반)
- 마츠모토 사린 사건 (살인죄, 살인미수죄)
- 남성신자 린치살인사건 (살인죄 및 시체손괴죄)
- 주차장주인 VX습격사건 (살인 미수죄)
- 직장인 VX살해사건 (살인죄)
- 피해자회 회장 VX습격사건 (살인 미수죄)
- 공증인사무소 사무장 납치 감금 치사 사건 (체포 감금 치사죄)
- 지하철 사린 사건 (살인죄, 살인미수죄)

#### 도중에 취하된 죄상
- 티오펜탈 밀조사건(약사법 위반)
- LSD 밀조사건(마약 및 향정신성 의약품 단속법 위반)
- 각성제 밀조사건(각성제 단속법 위반)
- 메스칼린 밀조사건(마약 및 향정신성 의약품단속법 위반)

### 제1심·도쿄 지방 법원

#### 첫 공판
당초, 제1심의 첫공판 일정은 1995년 10월 26일로 설정되었지만, 아사하라는 첫공판 전날의 10월 25일에 사선변호인 요코야마 쇼지를 해임. 도쿄지방법원은 기일을 취소하고 와타나베 오사무, 야스다 요시히로 외 국선변호단을 선임했지만 첫 공판은 연기됐다. 국선 변호인단은 변호사회에서 의뢰를 받았기 때문에 맡았을 뿐이지만 왜 아사하라를 변호하느냐는 때리기를 받았다.
1996년 4월 24일, 제1심의 첫 공판(아베 후미히로 재판장)이 열리고 1996년 4월 24일에 도쿄 지방재판소에서 첫 공판을 열었는데, 48석의 일반 방청석에 대해서 일본의 형사재판 사상 최다인 12,292명이 방청을 희망하여 방청권 추첨 장소인 히비야 공원에는 장사진을 이루었다. 니혼TV는 이 시점부터, 「아사하라-」로부터 「마츠모토-」라고 본명으로 보도하게 되었다. 그 후, 민방 전국국·산케이 신문·주니치 신문(도쿄 신문) 등을 제외한 대부분의 신문사도 본명으로 보도하게 되었다. NHK는 결심 때까지 아사하라를 사용했다.
재판에서는 첫공판에서 아베는 「전세계가 이 사건에 주목하고 있다. 판결은 5년 이내에 내겠다며 사건별 병행심리를 제안했으나 변호인단 측이 거부해 한 사건씩 심리를 진행했다. 또, 변호단이 월 4회의 개정 페이스에 반발. 심리를 보이콧 등으로 장기 재판 양상을 보이면서 한때 1심 결심까지 30년은 걸릴 것이라는 소문도 나돌았다.
변호측은 검찰측이 신청한 피해 조서나 공범자의 진술 조서등의 1만 5687점의 증거에 대해 1만 5472점으로 약 98.62%에 동의. 그 때문에 171명의 검찰측의 증인을 직접 출석시켜 증언하게 되었지만, 검찰측의 신문 시간이 합계 206시간이었던 것에 비해, 변호측의 신문 시간은 1053시간(검찰측의 5배)에 이르렀다.변호사의 증인 신문에서는 「(지하철 사린 사건에 관해, 영단 지하철의 지하철의 다이어그램표에 대해) 직장의 어느 프린터로 인쇄한 것인가」 「(사린 환자에 관한 의사의 진료기록카드에 대해) 사린을 본 적이 있는가」등의 심문이 있었다. 이로 인해 실질적인 증거조사가 늦어졌다고 일간 겐다이측은 보도했다.
1997년 12월, 검찰측은 마츠모토·지하철 두 사린 사건의 중경증자를 약 4000명에서 18명으로 줄이는 소인 변경을 실시해, 2000년 10월에 약물 밀조 등 4 사건의 기소를 취하해 안건을 13사건으로 좁혔다.

#### 야스다 요시히로의 증언
1995년 10월 26일로 예정됐던 첫 공판이 요코야마 쇼지 변호인의 갑작스러운 해임으로 취소된 뒤 변호사회로부터 국선변호인 취임을 의뢰받은 야스다 요시히로는 나흘 만에 처음으로 아사하라를 접견했다. 아사하라는 개구 제일 먼저 당신을 기다리고 있었다. 당신의 이름은 듣고 있었습니다」라고 했다고 한다. 그 후, 한달에 5~10회의 빈도로 접견을 계속한다. 1995년 말 아사하라는 야스다를 향해 어떻게 하면 나의 진실을 밝힐 수 있습니까라고 묻자 야스다는 법정에서 모두가 보는 앞에서 공중부양을 하면 어떨까요라고 제안한다. 「법정에서 해 보이면, 우리 변호인도 납득하고, 검찰관, 재판관은 기겁을 하고 도망갈 거라고 생각해」라고 말하자, 아사하라는, 「해 보겠습니다」라고 해, 1996년 4월의 첫공판을 향해서, 경시청 유치장과 도쿄 구치소 안에서, 「공중 부양」 수행을 거듭하고 있었다고 한다. 또 "당시 아사하라가 좋아하는 음식은 검찰 발표에 의해 고급품인 멜론으로 보도됐는데, 마원은 "진짜 좋아하는 것은 바나나"라고 말했다(후술).
아사하라는 접견 중 "2003년 미국이 일본과 세계를 향해 최종 종교전쟁을 야기할 것"이라고 말한 적이 있어 "나는 시간과 공간을 초월할 수 있다. 2003년의 히로시마로 날아가니, 불탄 들판이 되어 있었다. 지나가는 사람에게 묻자 미국이 원폭을 떨어뜨렸다고 히로시마 사투리로 말했다. 이는 예언이 아닌 현실에 가서 보고 듣고 온 것이라고 야스다를 향해 말했다. 또, 접견중에 정전이 있어, 깜깜하게 되었을 때에 아사하라가 아무것도 눈치채지 못하고 계속 이야기한 것으로부터, 눈이 안보이는 것은 사실이라고 생각했다고 한다.

#### 죄상 인정 여부
아사하라는 공판의 초기나, 재판과 같은 시기(1996년 5월)에 행해진 옴진리교의 파괴활동방지법 적용을 논의하는 변명에 출석했을 때는, 종교적인 난해한 이야기를 시작하기는 했지만 요설이며, 제대로 수답을 하고 있었다.
하지만 1996년 10월 18일의 이노우에에 대한 변호측 반대 신문 시에, 아사하라는 이노우에에의 심문의 중지를 고집스럽게 요구. 변호인단도 연기를 요청했지만 검찰과 법원에 거부당했다. 이후 갑자기 영어로 말하기 시작하거나, 졸거나 하는 행동(후술)을 반복하게 되어, 자주 재판장으로부터 주의나 퇴정 명령을 받았다. 아사하라는 「퇴정입니까?고맙다, 말도 안 되는 소리를 하는 교조가 뭐냐는 등 응수했다.
당초에는 기소 안건의 죄상 인정 여부에 관해서는 유보했지만, 1997년 4월 24일의 공판에서 아사하라는 죄상 인정 여부를 실시해, 기소된 17사건 중 16사건에서 영어를 섞으면서 아래와 같이 무죄를 주장했다(주차장경영자 VX습격사건만 유보). 「아사하라는 사건에 대해 말하지 않았다」라고 여겨지기도 하지만, 실제로는(정합성이 없는 말과 부자연스러운 영어로) 사건에 대해 말하고 있어 사건을 옴진리교가 일으킨 것은 인정하면서 제자의 책임으로 했다.
- 남자신자 살해사건 - 줄로 죽이라고 지시하지 않았으므로 무죄
- 사카모토 쓰쓰미 변호사 일가족 살해 사건 - 실행범이 5, 6명 정도여서 죄도 5분의 1, 6분의 1이 되니까 무죄
- 약제사 린치살인사건 - 살해 지시를 하지 않은 피해자도 나쁘기 때문에 무죄
- 남성신자 린치살인사건 - 피해자가 나쁘므로 무죄
- 타키모토 타로 변호사 사린습격사건 - 사린이 너무 적어서 무죄
- 마츠모토 사린 사건 - 죽은 건 개, 물고기이기 때문에 무죄
- 피해자회 회장 VX습격사건 - 이노우에 요시히로가 나빠서 무죄
- 주차장경영자 VX습격사건 - 때리는 것보다 VX가 덜 해롭다저도 검찰관으로부터 VX다운 걸 걸 걸렸던
- 직장인 VX살해사건 - 야마가타 아키라가 나쁘기 때문에 무죄
- 공증인사무소 사무장 납치 감금 치사 사건 - 치료만 늦었을 뿐이라서 무죄
- 지하철 사린 사건 - 무라이 히데오와 이노우에가 나쁘기 때문에 무죄
- 메스칼린·LSD·각성제·티오펜탈 제조사건 - 인류의 진화 정신의 진화를 위해 어쩔 수 없었으므로 무죄
- 자동소총 밀조사건 - 총알은 제조하지 않았고 무죄
- 사린플랜트 건설사건 - 중간에 중지했으므로 무죄

마지막으로 아사하라는, 자신이 원자력 항공 모함 엔터프라이즈에 있고 미러의 정부 관계자·티베트승·나카자와 신이치등에 말하고 있다, 이미 석방되어 있어 「재판은 놀이」, 오늘의 날짜는 1997년 4월 24일이 아니라 1997년 1월 5일이나 6일, 등이라고 불가해한 발언을 덧붙였다.

#### 구형
아사하라씨는 「이런 하찮은 재판은 해도 좋다」 「여기는 재판소 따위가 아니다, 극장이야」 「퇴정시켜 사형장에 데리고 가는 것은 OK다」 「사살하고 싶으면 사살하면 된다」 「이런 바보같은 연극과 같은 재판은 해도 어쩔 수 없다」 「이런 엉터리 재판은 그만둬라, 권리 침해다」 「나는 당신들이 재판할 수는 없다」라고 말해 2002년 2월 25일의 공판을 끝냈다.
2003년 4월 24일, 검찰측은 논고 구형 공판에서, 아사하라 피고인에게 사형을 구형했다. 검찰 측은 우리나라 범죄사상 가장 흉악한 범죄자라고 할 수밖에 없다 구제의 미명하에 일본을 지배하고 스스로 그 왕이 될 것을 공상하고 그것을 현실화하는 과정에서 일련의 사건을 일으켰다고 논고했다. 검찰측은 "처벌감정은 격렬하다"며 피해자 유족들의 "갈기갈기 찢어" "내가 죽이고 싶다" "사린의 사형집행을 바란다"는 등의 발언을 인용했다.
동년 10월 30일부터 10월 31일에 걸쳐 변호측이 「일련의 사건은 제자들의 폭주이며 피고는 무죄」라고 하는 취지의 최종 변론을 실시해, 결심했다. 도쿄 지방 법원에서 열린 공판 횟수는, 257회에 달해, 첫공판에서 제1심의 판결까지, 7년 10개월이 필요로 했다.

#### 판결
2004년 2월 27일, 일련의 사건을 주모했다고 인정해 도쿄 지방재판소(오가와 마사모치 재판장)는 「천박하고 어리석은 한」 「무자비하고 냉혹 비정하고 잔혹하기 짝이 없다」 「잔학무도한 범행들 밖에 없다」라며 구형 대로 사형 판결을 명했다. 이것에 대해, 변호측은 도쿄 고등재판소에 당일 공소했다.

### 항소심·도쿄 고등 법원
제1심을 담당한 국선변호단은 종료후에 전원이 사임. 12명의 국선변호인에게 지급된 변호사 보수는 총 4억5200만엔이었다. 마츠이 타케시와 센다이 거주의 마츠시타 아키오의 2명의 변호단이 뒤를 이었다. 도쿄 고등재판소는 공소취지서의 제출 기한을 2005년 1월 11일로 정했다. 변호단은 1심 판결 후, 마츠모토를 합계 36회 접견했지만, 변호단의 질문에 무반응으로 의미 불명한 소리를 흘려 의사소통이 불가능하다면서, 공판 정지를 제기했다. 한편 도쿄 고등 법원 재판장인 스다 켄은, 2004년 12월 10일에 아사하라와 면회해, 「공소 취지서는 변호사가 만들어 주어도 좋다」 「제출 기한을 늦출 생각은 없고, 기각도 있을 수 있다」라고 설명했다.
2005년 1월 6일, 도쿄 고등 법원은 아사하라의 정신 감정을 요구하는 특별항고를 기각하면서 공소 취지서의 제출 기한을 같은 해 8월 31일까지 연장하기로 결정했다.
동년 8월 19일, 도쿄 고등 법원은 변호단에 대해 정신감정의 실시를 전했다. 변호인단에 따르면 당시 도쿄고법은 감정 형식에 의한 감정인의 의견이 나올 때까지는 공소기각하지 않겠다고 밝힌 것으로 알려졌다. 제출 기한인 8월 31일 변호인 측은 항소 취지서의 골자를 지참했으나 고등법원 감정 입회, 공개 법정에서의 감정인 신문 등에 대한 신청이 거부됐다는 이유로 제출을 거부했다. 9월 3일, 도쿄 고등 법원은 공소 취지서를 「즉시 제출할 것을 강하게 요구하는」문서를 변호단에 송부했다. 2005년 9월, 도쿄 고등 법원은 아사하라의 정신감정을 니시야마 도메에 의뢰했다.
2004년 10월 이후, 변호단은 독자적으로 정신과 의사에게 의뢰해 감정을 실시했다. 나카지마 세츠오, 나카타니 요지, 노다 마사아키, 아키모토 하루오, 카가 오토히코 등, 합계 7명의 정신과 의사는 모두 소송 능력을 부정 또는 의문시하고 있다. 한편 고등법원의 의뢰를 받아 감정을 진행한 니시야마는 "구금 반응은 있지만 구금 정신병 수준에는 이르지 못해 소송을 계속할 능력을 잃지 않았다"며 고등법원은 2006년 2월 이 감정서를 받아들였다.
고등 법원은 이 감정서에의 반론의견서 제출을 2006년 3월 15일까지로 했다. 변호측은 제출 기한의 1개월 연장을 고등 법원에 제기했지만, 인정되지 않고, 결국 기일 대로 의견서를 제출했다.
변호단은 2006년 3월 28일에 공소 취지서를 제출할 것을 표명하고 있었지만, 도쿄 고등 법원(스다 켄 재판장)은 그 전날인 2006년 3월 27일자로 공소 기각을 결정했다. 이 항소 기각 결정은 항소심 심리가 결심한 뒤 내려지는 항소 기각 판결과 달리 항소 취지서가 정당한 이유 없이 기한까지 제출되지 않았기 때문에 형소법 규정에 따라 항소심을 개시하지 않고 재판을 중단한다는 결정이다.
이에 대해서는 변호인 측이 재판 연장을 위해 항소 취지서를 내지 않음으로써 법원과 위험한 치킨 레이스를 펼쳤다가 졌다는 변호인 비판, 법원의 사기극이라는 법원 비판이 모두 있다.
변호인단은 이 결정에 대해 2006년 3월 30일 도쿄 고등재판소(재판장 백목융)에 이의신청을 했으나 같은 해 5월 기각이 결정됐다. 「재판소는 「정신 감정 의견이 나올 때까지 제출하면 인정한다」라고 명언했다」라고 하는 변호단의 주장에 대해서는, 「재판소는 그 날에 견해를 정정했다」라고 치웠다.

### 특별항고 대법원
변호인 측은 대법원에 특별항고를 냈다. 최고재판소에서는 사형 판결의 시비가 아니고, 피고인의 소송 능력의 유무, 변호측의 공소 취지서의 제출 지연이 「부득이한 사정」에 해당하는지 유무, 제출 지연이라고 하는 변호 활동의 미비에 의한 불이익을 피고에게 지우는 것 여부의 3점이 싸웠다.
같은 해 9월 15일 최고재판소 제3소법정(호리고메 유키오 재판장)은 특별항고를 기각하는 결정을 내렸다. 이로써 아사하라에 대한 사형 판결이 확정되었다.
27명 살인(사법의 인정으로서는 26명 살인과 1명 체포 감금치사)은 사형수로는 전후 최다다. 옴진리교 사건으로 사형이 확정되는 것은 오카사키 카즈아키(2005년 4월 7일에 확정)에 이어 2번째였다.
또 도쿄 고등 법원은 2006년 9월 25일에 공소취지서의 제출 지연에 관해서, 일변련에 대해 「심리의 진행을 방해했다」라고 하여, 형사소송법에 근거하는 처치 청구를 실시해, 담당한 변호사 2명의 처분을 요구했지만, 일변련은 소송 종결 후에는 처치 청구는 할 수 없다고 판단했다. 2008년 9월에 변호사 1명에게 계고의 징계처분이, 2009년 7월 27일에 변호사 1명에게 업무정지 1개월의 징계처분이 나왔다(단 일변련에 대한 심사청구 결과 처분은 계고로 변경되었다).

### 재심 청구

#### 첫 번째 재심 청구
- 2008년 11월, 엔도 세이치의 진술을 바탕으로 재심 청구를 하였으나, 2009년 3월에 도쿄 지방 법원이 기각, 같은 해 7월에 도쿄 고등 법원이 항고를 기각하였다.
- 2010년 9월 13일자로 최고재판소 제1소법정(사쿠라이 류코 재판장)이 특별항고를 기각하는 결정을 했기 때문에 재심은 인정되지 않았다.

#### 두 번째 재심 청구
- 2011년 5월 9일, 2번째의 재심 청구를 도쿄 지방 법원이 기각했다[전 21]. 같은 달 16일에 이에 불복해 도쿄 고등 법원에 즉시항고했다. 그 후, 도쿄 고등 법원에서 청구를 기각해 최고재판소에 특별 항고했다.
- 2013년 5월 10일 대법원 제1소법정(재판장 요코타 지카쓰)은 항고를 기각하고 재심을 인정하지 않는 결정을 내렸다.

### 소송 능력
전술과 같이, 아사하라는 1심부터 불규칙한 행동·발언을 반복해, 2심에서는 변호사와 의사소통을 할 수 없게 되었다(#기행을 참조). 이것으로부터, 2심 변호단은 소송 능력은 없다고 주장해, b:형사소송법 제314조에 의한 공판 정지를 요구하고 있었다. 소송능력이 있는지 없는지 또는 사병인지 여부에 관하여 다음과 같이 견해가 갈렸다.

#### 소송 능력은 있다 사병이라는 견해
- 검찰은 사병 혐의가 짙다며 고등법원에 의견서를 제출했다.
- 도쿄 고등재판소에 정신감정을 의뢰받은 니시야마 도메는 무언 상태는 가짜치매성으로 정신병 수준에 있지 않다며 소송 능력은 있다고 판단했다[117][127]. 의사결정에 치우침이 있는 것은 부자연스럽고, 묵비로 싸우는 것이 마츠모토의 결심이라고 결론지었다.
- 도쿄 고등 법원(스다 켄 재판장)은 공소 기각 결정서에서, 1심 후에 「왜 그래, 젠장」이라고 큰 소리를 낸 것 등에서, 법정에서의 태도는 스스로 가장한 것으로, 소송 능력을 결여하지 않았다고 했다[128].
- 최고재판소 제3소법정(호리고메 유키오 재판장) 또한 특별항고 기각에서 앞에서 서술한 '왜 그래, 젠장'이라고 외친 것 외에 니시야마의 감정, 뇌파, CT, MRI 검사결과에서 소송능력은 있다고 인정하였다[124][129].
- 넷째 딸은 면회 때 사병임을 확신했다[130].
- 그 외 사병설을 지지하는 의견은 다음과 같다. 다만, 아사하라와 일면식이 없는 인물이 포함된다는 점에는 주의가 필요하다.
  - 죠유 후미히로, 츠치야 마사미, 히라타 마코토는 사병이라고 생각하고 있다.
    - 죠스케는 부처도 똥투성이가 되는 수행을 하고 있었으므로 마원이 그것을 흉내낸 것이라고 생각한다.
    - 쓰치야는 내가 아사하라 1심에 증인출정했을 때 정신질환 징후는 없었고 내 증언도 이해하고 있었고 재판장의 반응도 걱정했다. 1심 판결시에 정신병을 앓고 있을 리가 없고, 제자들을 제쳐 두고 속임수로 도망쳤다」라고 말한다.
    - 히라타는 「사병이라고 생각한다.그런 일을 하는 사람이다」라고 이야기한 것으로 여겨진다[전 22][전 23].

  - 도호쿠 가쿠인대 명예교수 아사미 사다오는 현실로부터 도피하고 있을 뿐이라고 평했다[131].
  - 타키모토 타로 변호사는 소송 능력의 감정은 하는 편이 좋다고 하면서도, 「아무런 소송 능력에 문제가 없는 것을 알 수 있지만요.」라고 판단해 그 후, 정신 상태에 대해 논의하는 것 자체가 넌센스라고 하면서, 「똥을 벽에 칠할 때까지는 하고 있지 않으니까, 통합실조증등에는 되지 않았다고 생각합니다」 「똥이라고 말했다[전 24].
  - 많은 아사하라 재판을 방청한 져널리스트 아오누마 요이치로는, 아사하라를 「최종 게이타샤」라고 부르며, 재판중의 기행은 자신의 의사로 하고 있었다고 생각하고 있다.
  - 논픽션 작가 다카야마 후미히코는, 「정상」의 하나의 표현으로서의 「광기」이기는 하지만 이상하다고는 생각되지 않고 「이상」인 척하고 있을 뿐이다, 라고 평했다[132].

#### 소송능력은 없으며 사병이 아니라는 견해
- 공소심의 마츠이 타케시 변호사는 의사소통 할 수 없고, 소송 능력은 없다고 해, 고등 법원에 공판 정지를 요구하고 있었다.
- 마쓰모토의 둘째 딸, 셋째 딸 마츠모토 레이카는 2004년 가을부터 2006년 3월까지 20회에서 30여 차례 접견을 거듭하고 있으나 호소에 반응한 적은 없고 구금에 의한 정신장애라며 치료를 호소하고 있다[133]. 또, 니시야마의 감정서에 대해 마츠모토 레이카는 「거짓말 뿐」이라고 해[133], 도쿄 구치소가 정신안정제를 투여하고 있던 것은 아닌가 의심하고 있다.
- 변호인단의 의뢰로 접견한 7명의 정신과 의사는 모두 소송능력을 부인 또는 의문을 제기했다(아사하라 쇼코 #항소심 및 도쿄고법 참조)
  - 전 키타사토 대학 조교수인 의사 나카지마 세츠오는 「기질성 뇌질환의 혐의가 농후하다」라고 했다[119].
  - 변호사 접견 의뢰를 받은 두 번째 정신과 의사는 구금 반응으로 인해 혼미 상태에 있다 소송 능력은 없다고 말했다[119].
  - 쓰쿠바 대학 교수 나카타니 요지는 「구금 반응이 만성화·고정화하고 있을」 가능성이 높고, 「소송 능력은 결여되어 있다」라고 했다[119].
  - 관서학원대학 교수 노다 마사아키는 공판 당초에는 소송능력에 문제는 없었지만 그 후 의지능력이 소실되었다고 생각하여 치료에 의해 경쾌한 의사치유할 가능성이 높다고 하였다[134][119].
  - 가나자와 대학 명예 교수 아키모토 하루오도 또한 소송 능력을 부정해, 니시야마의 감정에 대해 「수준이란 무엇인가가 불명. 가짜 치매 진단은 증상과 모순되며 근거가 없다 과학자가 취할 태도가 못 된다는 등의 비판을 쏟아냈다[127][119].
  - 작가이자 정신과 의사인 카가 오토히코는 구금반응 상태를 나타내고 있어 언어에 의한 의사 소통은 불가능하고 소송능력은 없다고 했으며, 니시야마의 감정은 피고의 공상허언증을 간과하고 있으며 의학용어 사용에도 오류가 있다. 도저히 신뢰할 수 없다고 말했다[135][136][119]. 또 환경을 바꾸거나 투약하면 나을 수 있다며 한편으로는 정신상태가 변하고 있어 정신병은 아니라고 설명했다[137].
  - 정신과 의사 사이토 마나부는 "치매와 비슷하지만 단정할 수는 없다"며 치료 가능성이 있다고 말했다[138]. 또한 자신의 블로그에서 접견 상황을 보고하기도 했다[전 25].
- 사형 판결만을 방청한 다큐멘터리 작가 모리 다쓰야는 망가진 것처럼 보였다고 소감을 밝혔다[139][140]. 또, b:형사소송법 제479조에 의하면 「사형을 선고받은 사람이 심신상실 상태에 있을 때는, 법무대신의 명령에 의해서 집행을 정지한다」라고 해, 모리는 아사하라가 그 상태에 있는 것은 아닌가 하고 하고 하고 있다.
- 미국의 정신과 의사 로버트 J. 리프턴은 아사하라의 제자들, 특히 이노우에가 반기를 들었기 때문에 아사하라가 무의식적인 도피에서 깊은 퇴행 상태로 접어든 것이 아닐까라고 추측했다.

## 사형 집행
가미카와 요코 법무대신은 2018년 7월 3일자로 아사하라·츠치야 마사미·엔도 세이이치(이상 3명은 도쿄 구치소 재감)·이노우에 요시히로·니이미 토모미츠(이상 2명은 오사카 구치소 재감)·나카가와 토모마사(히로시마 구치소)·하야카와 키요히데(후쿠오카 구치소)의 각 사형수 7명에 대한 사형집행명령서에 서명했다.
이 사형집행명령을 받고 같은 해 7월 6일 아사하라는 아침식사를 모두 먹은 뒤인 7시 40분쯤에 교회실에서 사형집행을 통고받았는데 시체 인수처를 물었을 때 교도관과의 문답에서 '잠깐만' '사녀' '구훗'이라고 발성했던 것으로 되어 있다. 아사하라는 특별히 날뛰거나 저항하지는 않고, 같은 날에 전술 6명과 함께 사형이 집행되었다. 틀:몰연령. 2006년 9월의 사형 확정으로부터 11년 10개월만의 일이었다.
사체의 인수처로 지정된 4녀와 그 대리인 타키모토 타로 변호사가 7월 7일에 아사하라의 사체와 대면했다. 타키모토는 「 「아사하라 쇼코」라고는 생각하지 않았다. 마츠모토 치즈오로서 죽었다고 생각했다」라고 말한다. 또한 매장지의 성지화를 막기 위해 해상에 산골할 것을 제창하고 있다.
한편, 아사하라의 아내 마츠모토 토모코·셋째 딸 마츠모토 레이카등이 사체의 인도를 요구하는 요구서를 카미카와 법무장관등에 제출했다. 같은 달 9일에 후추시내의 장례식장에서 화장 되어 당면은 도쿄 구치소에서 유골을 안치하게 되었다.
2020년 9월 17일, 법무 당국이 보관하고 있는 유골과 유발에 대해서, 도쿄 가정재판소가 차녀·마츠모토 우미에게 인도하는 결정을 했다.

## 아사하라의 자녀
아사하라에는, 애인이 100명 이상 있었다고 여겨져 애인과 「이니시에이션」이라고 칭하는 성행위를 실시해, 임신시킨 결과, 아내의 토모코의 자식인 6명을 포함해, 12명 내지 15명 정도의 아이가 있다고 여겨진다. 아사하라는 재가 신자이므로 아이를 낳아도 좋다고 했다. 출생시에 아사하라가 아함종에 있던 것이나, 「최종 해탈」전에 태어난 것이 이유로 토모코의 아이 사이에서도 스테이지(계급)는 다르다.
4녀에 의하면 아사하라는 무라이 히데오 또는 죠유 시히로와 장녀, 죠유와 차녀, 이시카와 코이치와 3녀, 엔도와 4녀, 니이미 도모미츠와 이시이 히사코에게 낳게 한 딸을 혼인시킬 계획을 세우고 있었다고 한다. 또한 최종 해탈하기 위해서는 구루의 딸과의 합일이 필요하였다.
본 항목에서는, 토모코의 자녀인 6명을 기술한다. 아사하라의 경비담당자에 따르면 아사하라는 어린아이 번뇌로 장난감을 많이 사주고 에어컨을 마련해 벌집침대에 처박혀 있던 출가 신자들이나 곰팡이가 핀 것을 먹던 출가 신자들의 아이들과는 달리 월등히 좋은 생활을 시키고 있었다. 미녀 세 명이 하녀로서 일가를 돌보고 있었다.
아사하라 일가는 죠스케 후미히로가 이끄는 히카리의 고리와는 대립 관계에 있어, 히카리의 고리측은, 마츠모토 토모코·차녀·3녀는 죠우의 탈아사하라 노선을 반대하고 있었다, 4녀는 2007년 시점에 아사하라 숭배 그룹을 결성하려고 했다고 주장하고 있다. 가족 내에도 갈등이 있었고, 특히 넷째 딸과 둘째 딸·셋째 딸의 주장이 다른 등 관계가 악화되어 있었다.
또 지코의 영향 아래 있는 Aleph가 차남을 임원 명부에 등록하는 데 대해 레이카가 교단 간부들에게 반대를 호소한 것이 야마다들의 집단 분열 요인이 됐다고 히카리의 고리라고 공안조사청은 분석했다.(레이카는 관여를 부정했다.)
장녀 : 마츠모토 미와
1978년 출생. 홀리네임은 둘가교단에서의 지위는 정오사. 부처제시에는 유통감시성 대신이었다.
차녀 : 마츠모토 우미 (가명)
1981년 출생. 본명은 유우. 홀리네임은 애지터너터 컬리 2000년 1월에 장남을 납치하려고 한 사건으로 2월 19일에 체포되어 보호관찰처분이 되었다.
아사하라 사병설 등에 대해 넷째 딸과 정면으로 대립하면서 넷째 딸은 언론 평판이 좋은 이야기를 해서 돈을 챙긴다고 비판하고 있다.
2021년 7월 5일 대법원의 결정에 따라 아사하라 유골의 인수인으로 결정된다.
삼녀 : 마츠모토 리카
1983년 4월 출생. 교단에서의 지위는 정대사로 홀리네임은 아지타나타·우머·펄버티·아처리. 부처제 때에는 교황관방장관이었다.
2000년 1월에 장남을 납치하려 한 사건으로 2월 19일에 체포되어 보호관찰처분이 되었다.
2004년 3월에 합격한 와코대학으로부터 입학 거부당했다며 제소하였고, 도쿄지법은 '입학 거부는 위법'으로 인정, 와코대학에 30만엔의 위자료지불을 명했다.
2013년 7월부터 블로그를 시작하여 아사하라를 걱정하는 글을 쓰고 있다.
2015년 3월 19일, NNN 계열의 보도 프로그램 「NEWS ZERO」의 인터뷰에서 출연.처음으로 마츠모토 레이카라는 실명으로 등장한다. 2015년 3월 20일, 지하철 사린 사건으로부터 20년째 되는 날에 마츠모토 레이카 명의로 수기 「멈춘 시계 아사하라 쇼코의 셋째 딸·아차리의 수기」(고단샤, ISBN 978-4-06-219480-8)를 상재. 니코니코 생방송에 출연해 타하라 소이치로와 대담했다.
넷째 딸 : 마츠모토 사토카 (가명)
1989년 출생. 본명은 노리카. 무대는 정대사보다 위인 정보사이바라키현 타츠가사키시로 이사했을 때는, 시의 방침으로 그 시의 학교의 전입 거부로 2명의 남동생 모두 학교에도 다닐 수 없었다고 한다. 협력자들 덕분에 학교를 겨우 다닐 수 있었지만 학창시절 왕따를 당했고 중학교 교장들로부터 아버지의 소행을 고려하면 당신은 죽어도 어쩔 수 없는 인간이라는 평을 들었다.
2006년에 교단과의 관계를 유지하는 가족의 본연의 자세에 의문을 품고, 후견인이 된 에가와 쇼코 아래에 몸을 의탁한다(2007년에 에가와는 후견인을 사임했다).
아사하라에 사형 판결이 내려지는 2004년까지는 지하철 사린 사건의 상세한 것을 알지 못하고, 스스로 인터넷이나 서적을 조사해 자신에 대한 세상의 차가운 시선의 배경을 처음으로 깨달은. 그 후에는 앵무새나 가족과 절연하며 자살미수를 반복한다. PC방 난민이나 노숙자와 같은 생활을 하면서도 속죄의 길을 모색하고 있다.
2010년, 필명 「마츠모토 사토카」명의로 저서 「나는 왜 아사하라 쇼코의 딸로 태어나 버렸는가」(토쿠마 서점, ISBN 978-4-19-862753-9)를 간행.
2014년 인터뷰에서도 자살 미수가 계속되고 있음을 밝히며, '죽고 싶다기보다는 죽지 않으면 안 된다' '앵무새 사건에 대해 알고 나서는 행복하거나 기쁨을 느낄 때마다 앵무새 진리교는 보통 사람들의 그러한 기쁨을 빼앗아 버렸다고 느끼지 않을 수 없다'고 말했다.
3녀 마츠모토 레이카에 대해서는 2015년 3월 20일 FNN의 취재에 대해 "누나는 피해자에 대해 사과하지 않았다", "책의 내용은 엉터리이며 내가 알고 있는 진실과는 다르다"고 말했다.
2017년 10월에 친아버지 아사하라 쇼코와 친어머니 마츠모토 토모코에 대해 상속폐제를 신청해 요코하마 가재가 인정하는 심판을 했다. 심판에서는 부모가 적절한 양육을 하지 않은 것이나 범죄를 행한 것으로, 4녀가 "중대한 불이익을 입었으며, 현재도 그 영향이 계속되고 있다"고 인정되었다.
장남
1992년 출생. 교단으로부터 황자, 휘하의 칭호를 받았다. 1996년 6월에 교단의 교주가 되었다.
넷째 딸과 둘째 아들처럼 학교에 적을 두는 것이 허락되지 않아 거의 학교에 다니지 못했다고 한다. 언니와 동생이 모두 화창해 2001년 4월부터 정식으로 학교에 다니게 되었지만, 개학식 날은 방송국이나 신문 기자 등이 몰려드는 바람에 협력자가 쫓아내게 되었다. 학교생활에서는 둘째와 마찬가지로 친구가 생긴 것 같다.
2014년 10월 24일 Aleph에 대하여 명예훼손에 의한 손해배상 4000만엔의 청구 및 사진과 이름의 무단사용 금지를 요구하는 제소를 도쿄지법에 제기한다. 소장에서는 Aleph와 밀접한 관계에 있으며 교주가 되는 것처럼 취급되어 큰 정신적 고통을 받았다고 하였다.
이 밖에 TV 도쿄에 대해서도 아버지 치즈오의 후계자와 같이 보도됐다며 소송을 제기했으나 2018년 3월 15일 패소.
차남
1994년 출생. 교단으로부터 황자, 휘하의 칭호를 받았다. 1996년 6월에 교단의 교주가 되었다.
초등학교 1학년은 1학기 밖에 등교하지 않았고, 그 후에는 이바라키현 타츠가사키시로 이사 4녀와 장남과 마찬가지로 학교에 다닐 수 없었지만, 협력자 덕분에 학교에 다닐 수 있었다. 그러나 약 8개월이나 학교를 다니지 못하는 시기가 계속되면서 초등학교 2학년부터 학교생활을 정식 시작했다.
2004년 가을 구치소에서 아사하라 피고와 대면하여 "만나서 반갑습니다"라고 말했으나 대답은 없었다.
2006년에 카스가베 공영중학교에 합격했지만, '아사하라의 아들'이라는 이유로 입학을 거부당했다. 둘째 아들들은 헌법상 금지된 부당한 차별 때문에 정신적 고통을 받았다며 공영중학교에 손해배상을 청구하는 소송을 냈다.

## 에피소드

### 존시
- 옴진리교 신자들에게는 존사 혹은 본래 힌두교의 도사를 가리키는 구루라고 불리며 숭배의 대상이 되고 있었다[155]. 존사의 사용을 발안한 것은 신실지광이라는 증언이 있다. 저서에서는 <진리의 어혼 최성 아사하라 쇼코 존사> 명의를 사용하고 있었다. 교단은 세계 정복도 획책하고 있었고, 국가의 헌법에 상당하는 기본률 초안에서는 신성 교황으로 호칭되고 있었다.
- 초기 Aleph에서는 존사, 구루의 호칭 사용 및 사진, 일러스트, 기타 그 초상을 나타낸 것을 단체시설인 제단 및 개인 소유의 제단에 비치하는 것을 금지하였으나, 2011년경부터는 아사하라의 '탄신제'나 초상 게시를 공공연히 시행하게 되면서 '존사' 호칭이 부활되었다.
- Aleph 분파의 야마다등의 집단은 「소소소소소소소존사, 소소소소존사, 아사하라 타카시, 아사하라 타카시」라고 큰 소리로 「존사」를 찬양하는 옴송을 부르고 있던 모습이 보도되었다[전 31].
- 아내 토모코는 '아사하라'라고 부른 것을 죠유 시히로에게 혼나 존사라고 부르게 되었다[156].
- 하모토 사토루와 토미타 타카시는 살찐 아사하라를 그림자로 '비열한 돼지놈'이라고 부르고 있었다[157].

### 전생
아사하라는 자신의 출판물을 통해 많은 전생을 가졌다고 다음과 같이 칭하였다.

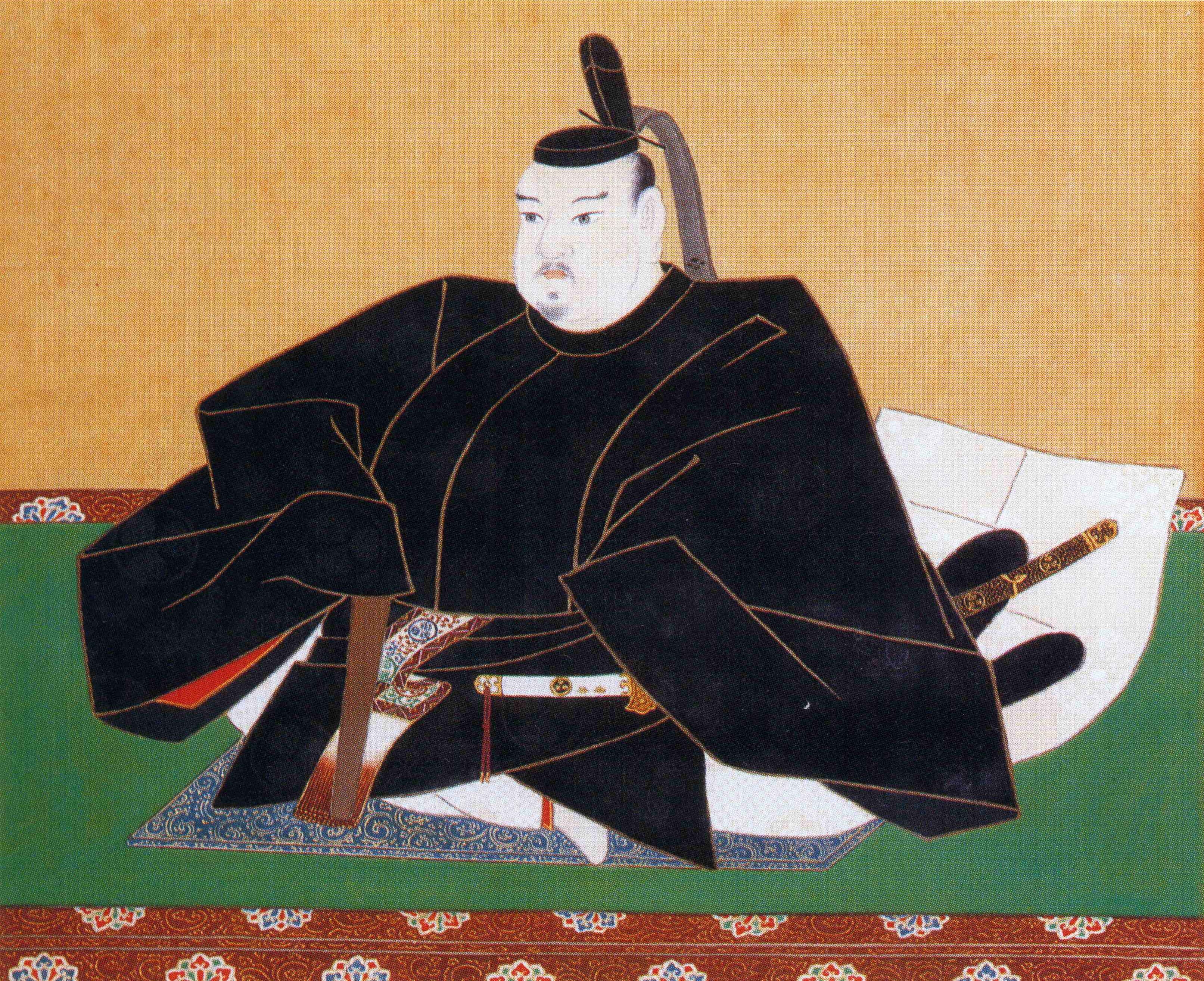
아사하라가 전생이라고 했던 도쿠가와 이에미쓰

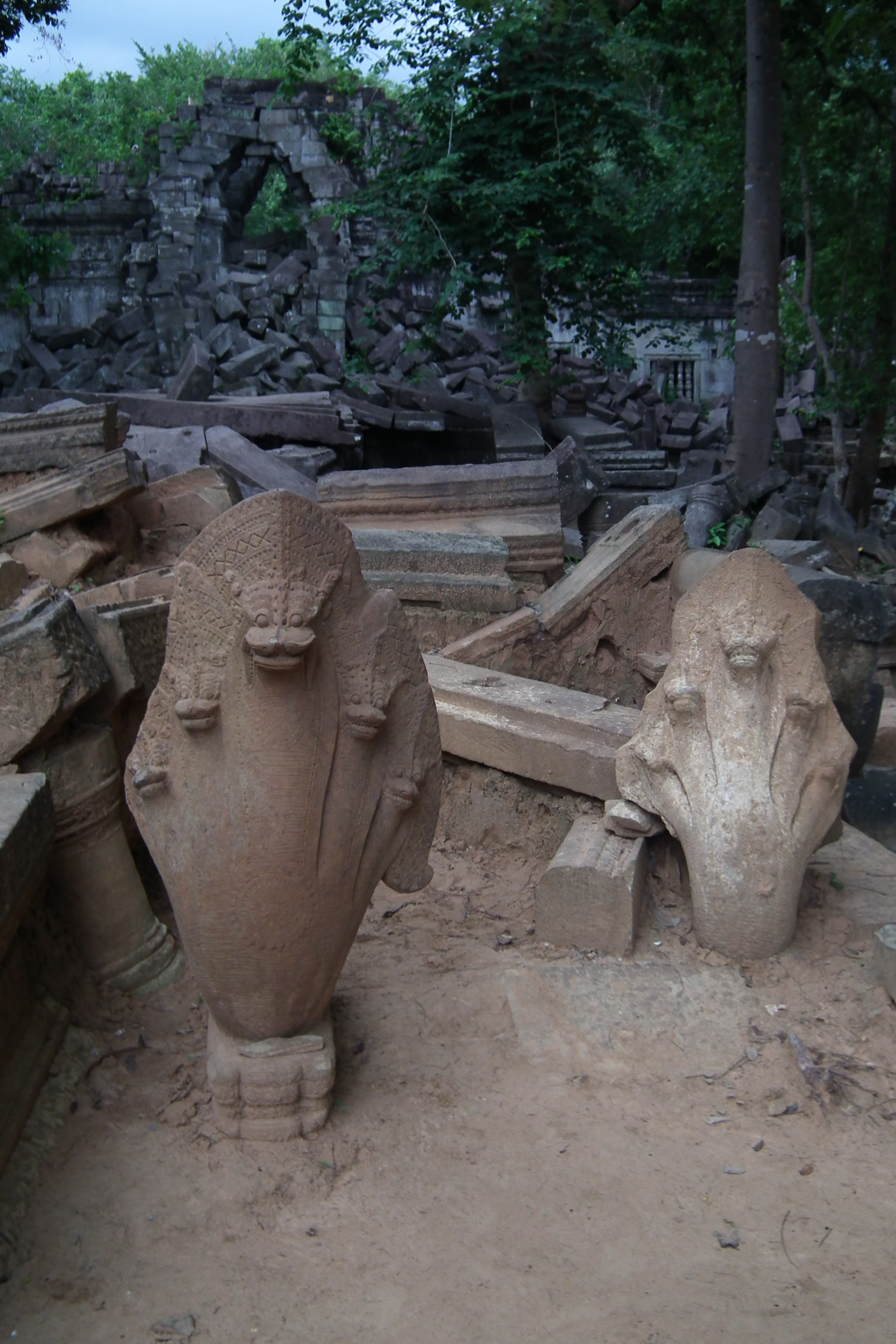
나가(뱀신)의 조상. 아사하라는 전생에 나가의 나라의 왕이라고도 칭했다.

- 의식타락천(아수라계)의 종교적 왕-직전의 삶이었기 때문에 그 세계에서 아사하라에 귀의했던 사람들이 많이 환생하여 현재의 신자가 되었다고 교단 내에서는 믿고 있었다. 마츠모토 가문이 게, 새우를 먹고 있는 것에 흥미를 가져 버려, 인간계에 낙하해 마츠모토 치즈오가 되어 버렸다고 한다[158].
- 도쿠가와 이에미쓰 - 전륜성왕이었지만 시마바라의 난이나 불수불시파를 탄압했기 때문에 구마모토현이나 일련정종에 의한 옴 때리기의 원인이 되는 카르마를 만들어 버렸다고 하고 있다[158].
- 곤도 이사미[159]
- 주원장 - 그와 같이 전국통일을 이루고 싶어 1994년 2월 22일부터 아사하라 일행은 중화인민공화국의 효릉(주원장의 능묘) 등을 방문했고 여행 도중 아사하라는 1997년 나는 일본의 왕이 된다. 2003년까지 세계의 대부분은 옴진리교의 세력이 된다. 진리에 반하는 자는 가능한 한 빨리 포아해야 한다." "이대로는 진리의 뿌리가 끊어지고 만다. 사린을 도쿄에 70t 부막밖에 없다."고 세계 정복을 목표로 할 것을 설법했다[판 1].
- 티벳의 탄트라 수행자 - 과거세의 마츠모토 토모코와 이시이 히사코를 아내로 두고 있었다[158].
- 임호텝 - 도장에서는 '숙명통'이라는 애니메이션 비디오를 방영해 아사하라의 이집트 전생 이야기를 전개하고 있었다. 제젤왕에게 종교적 지도를 하여 가장 오래된 피라미드인 '제젤왕의 계단 피라미드'를 만들었다고 한다[160].
- 유능신(有能神) - 조유 후미히로(上友史浩) 와 스기우라 시게루(杉浦茂)를 양자로 삼았다[158].
- 나가(뱀신) 나라의 왕 - 과거세의 마츠모토 토모코가 아내였다[158].
- 프리메이슨 창시자 - 현재의 프리메이슨은 물질주의가 되어 버렸으므로 좋지 않다는 것[161].
- 욕계의 왕
- 야마천의 왕
- 광음천의 혼
- 신성천계의 왕
- 제냉담천의 왕 - 과거세의 아오야마 요시노부를 제자로 삼고 있었다[158].
- 카사파 부처의 제자 - 과거세대의 신실지광의 불장난으로 일어난 화재로 소사했다고 한다[158].
- 도솔천의 군사 - 천계군의 지휘관으로 아수라계와 전쟁에서 승리하였다. 과거세의 이시이 신이치로, 이시이 히사코가 부하였다[162].
- 미야자와 리에의 남편 - 일부 보도에 의하면 자칭하고 있었다고 한다[163].

그 외

### 최종 해탈
- 옴진리교에서 "최종 해탈"이란 "번뇌와 고뇌로부터 해방되어 윤회 환생으로부터도 해방된 상태"라고 하였다[164].
- 히말라야 쿤달리니 요가 수행 중 아사하라는 각종 신비 체험을 하고 시바 대신과 펄바티 여신의 도움도 얻어 최종 해탈에 이르렀다고 한다.또한 최종 해탈에 이르는 과정에서 여러 가지 신통력(후술)을 얻었다고 자칭하고 있다[165].
- 하지만 고등학생 시절 이노우에 요시히로가 이 일에 대해 묻자 인도? 저건 퍼포먼스다실은 시부야의 명상장에서 최종 해탈했다」라고 대답했다고 한다[166].
- 아사하라는 최종해탈을 하고 계율도 초월하는 존재라고 하여, 후술대로 다키니나 육식 등 자신의 욕망을 채우는 행동을 허락받고 있었다[166].
- 다른 종교 단체로부터 「옴 신선의 회」창설 멤버가 되어, 출가 제도 등 옴의 조직 체제를 만들었다고 하는 전 간부 S에 의하면, 아사하라가 「일 수행자」라고 자칭하고 있을 무렵, 후쿠오의 스낵인 종교가에게 「 나는 비젼과 빛의 체험은 있다. "어떤 단계에 있을까요?"라고 가르침을 청한 지 두 달 만에 "최종 해탈했다"고 했고, 이후 아사하라의 언동에 의문을 가졌기 때문에 "(아사하라는) 해탈자가 아니다"라고 생각했다고 한다[166].
- 그는 인터넷상의 주고받음에서 최종 해탈이라는 말 자체가 마원의 조어이며 실체가 없다며 (자아 파괴라는) 해탈 체험은 있지만 항상적인 자아의식의 파괴는 없었던 것 아닌가 일정한 영적인 체험을 하게 할 힘은 있었지만 본래 구루가 이끌어야 할 마음의 성숙, 사랑의 증대로는 이끌지 못했다고 밝혔다[167].

### 초월신력
아사하라는 다양한 초월신력(초능력)을 갖추게 되어 있었다. 안에는 신자가 머릿속에서 노래하고 있던 「마법사 샐리」의 곡을 적확하게 알아듣는, 막차를 놓친 신자에게 환승 안내하는, 신자에게 만두를 남기지 않고 먹이는 등 기묘한 초능력도 있었다.
- 육신통
  - 천이통 - 신들의 소리를 듣기도 하고 먼 소리를 듣기도 한다[169]
  - 타심통 - 남의 마음을 알다[169]
  - 숙명통 - 전생을 알다[169]
  - 사생지 - 환생처를 알고 살아가면서 여러 세상과 연결되는[169]
  - 누진통 - 완전한 절대적인 신의 예지[169]
- 포아 - 영혼을 끌어올린다는 의미의 포아 능력[168]
- 방수 - 기로 비를 튀긴다. 단 완전방수는 아니고 다소 젖지만 건조기능도 있으므로 아무렇지도 않다[168]
- 초전도 - 육체의 전기저항을 제로로 만드는[168]
- 아우라 - 아우라 장벽으로 인해 발바닥이 더러워지지 않음[168]
- 번뇌 탐지 - 목소리나 냄새로 상대방의 번뇌를 알 수 있다[168]
- 정보 측정 - 체온계나 스피드 미터보다 정확
- 성분 분석 - 설탕과 사카린의 차이 감지. 무라이 히데오 가로되 '궁극의 미식가'
- 투시 - CT스캔 대등[168]
- 내화 - 화상을 입지 않음 (에너지가 차 있을 때만 가능)
- 도로 정보 - 정체 상황을 알 수 있다
- 속필 - 순식간에 책의 내용을 만들다
- 벽 뚫기 - 하지만 취조실은 못 빠져나갔어조사관에게 빠져나오지 못해 미안하다고 사과했다
- 치료[168]
- 기계 수리[168]
- 견적계산
- 미래예지[168]
- 기상 조작[168]
- 괴력
- 투명 인간[168]
- 유체이탈[168]
- 공중보행[168]
- 공중부양[168]

### 공중 부양
- 아사하라는 1985년경 오컬트 잡지 무에서 키베 데쓰야가 촬영한 아사하라가 공중부양하고 있는 사진을 공개하고 공중부양을 주제로 한 책과 애니메이션도 제작하는 등 대대적으로 선전했다. 아사하라에 의하면 처음으로 부양한 것은 1985년 2월이었다고 한다[170]. 죠스케는 그 일을 저질렀다고 나중에 말하고 있다[전 32].
- 변호사 사카모토 쓰쓰미 등이 조직한 「옴 진리교 피해자의 회」는 이것을 사이비라고 비판, 공개의 장소에서 실시하라고 요구해, 그 후 사카모토 쓰쓰미 변호사 일가족 살해 사건이 발생했다[판 1].
- 사카모토의 뒤를 이은 변호사 타키모토 타로는 참선을 한 상태에서의 도약(점프)을 스트로보를 사용하여 빠른 셔터 스피드로 공중에 있는 순간만을 노리고 사진 촬영함으로써 "마치 연속적으로 날고 있는 것처럼 보이는" 속임수라고 주장하며[주 11] "공중부양이라면 나도 할 수 있다"며 스스로 "공중부양"한 사진을 신자들에게 보여주고 다니며 많은 탈회자를 만들었기 때문에 사카모토와 마찬가지로 목숨을 건졌다(타키모토 타로 변호사 사린습격사건)[171].
- 마츠모토 레이카는 공중부양을 보고 싶어 아사하라에 의뢰했더니 피곤하니까라며 거절당했다. 다만 몸이 제멋대로 뛰어다니는 공중부양의 전 단계로 불리는 다르드리 시디라는 현상은 여러 차례 목격됐다.
- 법정에서는, 아사하라가 더 릴렉스한 느낌으로 찍고 싶었으므로 사진은 실패작이라고 말했다. 몇 분 정도 떠올랐느냐고 물으면 대답에 곤란해 침묵해, 「뇌파로 대답하고 있다」라고 주장하는 일막도 있었다[172]. 이시이 히사코는 정말로 봤다고 주장했다[173].
- 아사하라의 변호인을 맡은 야스다 요시히로가 법정에서 공중 부양해 보라고 제안하자 아사하라는 진짜로 날려고 열심히 구치소내에서 연습하고 있었다고 하지만[174] 끝내 날지 않아 초월신력은 증명할 수 없었다. 또 법정에서 이노우에 가히로에게 "이노우에 증인, 나의 정신이상이라고 생각하겠지, 미안하지만 날아가 봐"라고 부탁했지만 아베 후미히로 재판장이 "코랏, 조용히 해라!"라고 주의를 주었고[전 33], 또한 이노우에 본인도 아사하라의 요구를 거절했다[175].

### 음악
- 음악을 좋아하며 맹학교 중등부, 고등부 시대에 다른 기숙생을 모아 사이조 히데키와 오자키 기요히코의 노래를 부르는 '마츠모토 치즈오 쇼'를 여러 번 개최해 맹학교생을 괴롭혔다[176]. 빈 깡통을 마이크 대신해서 사이조 히데키 당시 히트곡 상처투성이 로라를 부르기도 했다[176]. 교내에서 결성한 밴드에서도 보컬을 맡아 서성의 정열적인 폭풍우를 18번으로 삼고 있었다[177].
- 옴진리교에서도 대량의 옴송·아스트랄 음악을 작사 작곡(실제는 이시이 신이치로등이 만든 것도 많다고 여겨진다), 스스로 부르고 있던 것 외에 제자인 무라이 히데오나 아오야마 요시노부에게도 노래하게 하고 있었다. 특히 진리당의 선거 지원으로 스스로 「쇼코쇼코쇼코쇼코쇼코♪」 「쇼쇼쇼쇼쇼코!」 등과 자신의 이름이 들어간 노래를 열창하고 있던 모습이 유명하다. 결국엔 교향악단 키레인을 결성해 지휘봉을 잡았다. 가라오케를 좋아하는 사람도 맹학교 시절과 다르지 않고, 오자키 기요히코나 나카무라 마사토시 등의 곡을 부르고 있었다[178]. 아사하라가 앵무새 송 중 좋아하는 곡은 싸워라! 진리의 전사들 2여명 로드 시바 등[179]. 반면 재즈나 록 음악은 싫어한다[180][181].
- 우마로 야스카로정에서 젊은 여성 신자에게 둘러싸여 노래방을 하고 있던 적도 있어, 이노우에 요시히로는 아사하라가 여자아이와 캬캬 하는 것을 보고 VX를 틀어 줄까 하고 생각했다고 한다[전 34][182].

### 시력
약시임에는 대체로 일치하지만, 전맹화에 대한 논란이 있다.
- 아사하라의 조서에 의하면, 왼쪽 눈은 전맹, 오른쪽 눈은 패럴림픽을 목표로 하고 있던 고등부 2학년 때 0.3(구마모토시립 병원 조사), 약사법 위반 때 0.1(경찰 병원 조사)로, 그 후 독서가 곤란하게 되어, 1989년경부터 급격하게 악화되었지만 남성신자 살해사건 때에는 피해자의 얼굴은 보이고 있었다, 체포시에는 때때로 윤곽이 보이는 정도로 침체되어 있어(경찰 병원 조사) 그 후, 1989년경부터 급격하게 악화되었지만 남성 신자 살해 사건 때에는 전혀 알지 못했다라고는 전혀 알 수 없었다라고는 것을 알 수 없었다라고는 실명하고 있지 않았다[183]. 또 체포 후, 「아사하라 노트」(전술)을 스스로 써서 변호단에게 건네고 있지만, 문자는 쓸 수 있었지만 해독하는데 시간이 걸렸다고 한다.
- 표면적으로는 「신자에 대한 샥티퍼트를 반복했기 때문에 에너지를 소모한 후 상대의 카르마를 입어, 한층 더 눈이 나빠져 실명했다」라고 설명되고 있었지만[184], 다른 옴 관련의 재판에 증인으로 나왔을 때, 선서서를 변호사가 말하는 대로 비교적 단시간에 써넣고 여백의 부분만 능숙하게 잘라내거나[185], 미야자와 리에의 누드 사진집을 가지고 있었다는 보도나[186]. 관람차나 귀신의 집에 가거나 아이들과 캐치볼을 하고 있던, 경찰차를 감지하거나[187] 생물무기 분무차에 탑승해 지휘를 하고 있었다[79], 가드레일을 뛰어넘었다(비디오에 촬영되고 있다)[188]는 증언도 있어, 실명에 관해서는 의혹이 있다. 조사때도 눈이 안보이는 것을 강조해[189], 그것을 이유로 진술 조서에의 사인을 거절등을 하고 있었지만, 「형사님은 류 라이타같고 멋지네요」라든가 「형사님, 태양에 짖어라의 보스같네요」라고 말하거나 적확하게 장애물을 피하는 등을 하고 있다. 아사하라의 형은 사건 당시, 인터뷰에 대해서 「(치즈오는) 지금도 티트는 보인다」라고 추측해[190] 약제사 린치살인사건에 관련된 전직 신자들도[주 12] 시력이 약하다고는 들었지만 실명했다고 하는 이야기는 들은 적이 없다고 증언하고 있다[191]. 앵무새로는 "구세주는 장님"이라는 예언이 있어 이를 따르기 위해 맹맹일 필요가 있지 않았느냐는 설도 있다[192].
- 그에 비해, 마츠모토 레이카는 완전하게 시력을 잃은 것은 1989년의 가을 무렵이었다고 한다(그 무렵보다, 레이카와 손을 잡고, 후에 어깨에 손을 얹고 걷게 되어 있다). 왼쪽 눈은 의안이라고 한다. 저서 멈춘 시계에서 프랑스에 갔을 때 무라이 히데오나 이시이 히사코는 정장 차림, 레이카 등 아이들도 보통 차림이었지만 아사하라만은 쿠르타를 착용하고 있었다. 만약 아사하라가 시력이 있었다면 나름대로 괜찮은 옷차림을 하지 않았겠느냐는 지적이다. 이것에 상징되듯이, 옴(진리교)이 사회성을 잃어 간 것도 아사하라의 눈이 안보이는 것과 관련하고 있는 것은 아닐까 하고 레이카는 생각한다[58].

1982년에 무허가 제조 의약품 판매의 용의로 아사하라를 조사했던 형사는 「사건 후에 실은 눈이 보인다든가, 그런 보도가 꽤 있었지요. 하지만, 그때부터 역시 거의 보이지 않았지요. 어느 쪽이었지?한쪽은 0.06이었네또 하나는 거의 보이지 않았어.」라고 말하고 있다. 또 경찰 조사에서 형사들에게 한창 교태를 부렸다는 제보가 있었다. 형사씨는 이시하라 유지로를 닮았습니다라든가 뭐라고 말했다든가」라고 하는 질문에 대해서 「아첨은 하지 않는군요. 그런 타입이 아니야. 어느 쪽인가 하면 과묵했어요」라고 말하고 있다.
- 1997년 1월 31일 도쿄 지방법원에서 열린 제24회 공판에서 아사하라 옆에 앉아 있던 교도관이 크게 하품을 하다가 그것을 보고 히죽 웃은 적이 있다[194].

### 여행
- 1987년 '아사하라의 전생이 고대 이집트의 임호텝왕이었다'는 점에서 동인이 묻혀 있는 피라미드의 시찰 목적으로 이집트 투어를 했다[149]. 후에 아사하라는 자신의 저서에서 "피라미드는 포아의 장치다"라고 말했다[149].
- 1992년 5월 24일 에어랑카 전세기 내 마하라 자리에 승무원이 앉아 있는 바람에 신도들이 격노해 난동을 부리자 콜롬보에 비상 착륙했다[195].
- 인도에 자주 가곤 했으며 한때 한두 달에 한 번씩은 다녀왔다[196]. 1992년 11월 12일 부처가 깨달음을 얻는 명상에 들어간 붓다가야의 대보리사 금강좌에 앉아 고승에게 내려오라 했으나 따르지 않아 경관에게 끌려갔다[197].
- 1993년 9월 9일, 오스트레일리아에서 우라늄을 찾아 원폭을 만들기 위해 염산 등을 반입해 세관에 제지당하고 담당관이 아사하라에 접하는 바람에 신자가 격노, 말다툼이 되었다[198].
- 일본항공에 탑승이 거부됐기 때문에, 해외 이동 시에는 전일본공수(ANA)이나 아에로플로트에 탑승하고 있었다. 덧붙여 ANA에 탑승할 때는 퍼스트 클래스를 전세내는 것이 많았지만[199], 전용 의자를 반입하려고 해서 거부당한 적도 있다[200].
- 아사하라의 가족과 마사다사는 일등석, 호텔은 시내에서 가장 비싼 호텔에 묵고 있었다.
- 1993년 여름, 조유 후미히로, 니자네 도모미츠, 하야카와 노리히데와 함께 생물무기 살포차로 황궁 일주 살포 드라이브를 하고 있었을 때, 무서워진 듯, 도중에 아사하라만 도망쳤다[201].
- '존사접대매뉴얼'이라는 것이 있어서 접대방법이 엄격하게 정해져 있었다[202].

### 언동
- 말버릇은 '사람은 죽는다, 반드시 죽는다, 절대 죽는다, 죽음은 피할 수 없다'. 『교본』상에서는 1991년 2월 12일 아소샨바라 정사 설법이 초출이다[203]. 또 설법의 마지막에 「좋아요」라고 하는 것이 많아, 신자는 「네!」라고 대답하는 것이 약속이었다.[204]
- 아사하라의 예언에는 들어맞은 것도 있다. 하야카와 기요히데 가로되, 제1사티안 건설 때 마원이 초능력으로 필요한 수도관의 굵기를 예언하고 적중시켜 건설이 잘 되었다고 한다[205].
- 피해망상 외에 병에 걸렸다고 떠드는 일도 있고, 어느 날 신자이자 옴진리교 부속의원 원장이기도 한 하야시 이쿠오에게 "실은 심장에 사마귀가 생겼어. 제발 좀 해 달라고 했다. 이것에는 하야시도 곤란해져 버렸다고 한다[142].
- 사건전에는 성인으로서 행동하고 있었지만, 사건 후에는 재판등에서, 진위 여부는 확실하지 않지만 아사하라의 귀축 에피소드가 제자로부터 많이 이야기되었다. 소문 피해로 곤궁한 미야자키 쓰토무의 친족으로부터 기계를 싼 값으로 매입하려고 하거나 한신 아와지 대지진의 이재민에게 물을 팔아 벌려고 하고 있었다, 재해를 입은 고베의 나가타구를 방문해 「(이재민이) 지옥, 골목, 동물로 환생했다」라고 발언하고 있었다는 증언이 있다[206][207].
- 죠스케는 2010년 12월 3일호 주간지 FRIDAY 대담에서 아사하라는 사람의 마음을 읽는 감수성은 예리하고 초능력 같은 것은 분명히 있었지만 능력과 인격이 일치하지 않는 인물이었다. 아사하라의 근원은, 역원한과 피해망상. 약시였던 어린시절부터의 역원한을 사회에 퍼뜨린 인물이다」라고 말하고 있다.이 밖에도 PSI를 제작할 때 조사한 마원의 뇌파가 정신 이상과 비슷하다는 점을 지적했다[208]. 옴(진리교)은 이를 뇌사의 뇌파에 가깝다며 '해탈자의 뇌파'로 선전하고 있었다[209].

### 사상
- 동물은 카르마가 있어 동물이 된 셈이니 카르마가 풀려났을 때, 즉 죽음이 구제다. 인간으로 거듭나는 것은 구제될 수 없다. 인간계 자체가 아주 낮은 세상이니까[69]. (금붕어나 작은 새를 수행자로 거듭나게 하고 싶다) 역시 포아를 뿌릴 수밖에 없지. 그건 말이야[210].
- (인간의 환생을 말하는 건가?) 현대인은 지옥이나 아기, 동물로 다시 태어난다고 생각하면 틀림없다. 살생을 하다, 도둑질을 하다, 사음을 하다, 거짓말을 하다, 술은 마시다. 이것은 더 이상 구제할 방법이 없다고 생각하는 것이 좋다[69].
- (게이는 구원받을까?) 덕이 높으면 천계(희망천)의 남자밖에 없는 호모의 세계로 갈 수 있지만 덕이 없으면 지옥행이다[211].
- (공산주의는 필요 없는가?) 빈부의 차이는 필요하다. 왜냐하면 빈부의 차가 카르마이기 때문이다. 잘사는 사람이 못사는 사람에게 공덕을 쌓는 것은 당연하고, 그것이 그 사람들의 카르마를 정화하는 것이다. 나는 공산주의를 좋아하고 싫어하는 것은 말하지 않는다. 공산주의에 좋은 점이 있으면 배우면 된다. 하지만 공산주의는 완벽하지 않다.아니다, 공산주의 사회는 곧 무너진다. 20년 아니면 30년 있으면 망할 것 같아[69] 마르크스주의나 마오쩌둥 사상은 사상이라기보다 종교의 하나다[212](자본주의가 최고라고 생각하는가?)아뇨, 자본주의가 최고라고는 생각하지 않아요. 공덕에 의한 정치가 최고라고 생각한다[69].(공산국가는) 종교를 부정하고 악의 나라[213].
- (독재자에 대해) 히틀러는 정치적 독재자, 마오쩌둥은 사상적 독재자. 그들과 다른 존재로서 종교적 독재자를 목표로 하려고 했다. 정치적 독재자, 사상적 독재자를 지향한 적은 없다[전 35]. 히틀러는 일부러 진 흔적이 있다. 미래 예측에서 세계 역사의 흐름을 읽고 한 사람의 등장인물 역할을 했을 것이다[214]. 마오쩌둥은 신과 연결되는 인물이다[전 6].
- (진화론은 옳은가?) 일부는 맞지만 전체적으로는 틀렸다.원숭이와 인간의 중간 영혼이 존재한다고는 생각되지 않는다[215].
- (일본에 대해) 야마토 민족은 석가족의 후예일 가능성이 높아 선택된 백성이지만[216] 그리스도(자신의 일)를 박해한 카르마에 의해 하마겟돈에 의해 괴멸될 것이다. 그러나, 그 후 옴(진리교)의 힘에 의해서 일본이 중심의 시대가 온다[217].

### 종교관
- (아사하라의 교상판석) 소승을 이루지 못하는 것에는 대승도 없다. 북방불교는 대승편중해서 좋지 않다[218]. 다만 염불이나 제목 등도 진리에 이르는 첫 단계이기는 하다. 창가학회, 입정교성회 등은 금 모으기 위한 사교다[219]. 일본 밀교는 수준이 낮고 공해는 아라한 수준이다[220].
- (유대에 대해) 유대인은 천계, 아수라계에서 인간계로 낙하해 온 신들의 계보에 있으며 섹스, 스포츠, 음식에서 인류를 동물화해 지배하고 있다[221].
- (야훼에 대해) 잘못된 이름으로 신을 찬미하는 것은 어리석다[222].
- (옴에 대해) 나는 마지막 구세주다. 옴 진리교 이상의 종교는 나타나지 않을 것이다[223].

### 매스미디어 관련
- 여러 저서를 내 베스트셀러가 됐다. 그 중에서도 「그리스도 선언」은 1991년 11월의 전국 월간 베스트셀러 랭킹에서 3위를 기록했다[224]. 「아사하라 쇼코의 세계 파트 13·이것이 존사!(ISBN 978-4-87142-021-1)」는 1992년 2월의 전국 월간 베스트셀러 랭킹에서 4위를 기록해[225], 이후 5월까지 베스트셀러 톱 텐에 랭크 인했다[226][227](순위는 닛케이 산업 신문에 게재되고 있던 토한·일본 판매 조사에 의한 것).
- 중의원 선거에 출마하고 있었을 때, 기자로부터 「만약, 아사하라씨가 총무대신이 되었을 경우, 일본의 국민 전원이 옴 진리교에 입신하지 않으면 안 되는 것인가」라고 물어, 아사하라는 「예를 들면 티베트는 원래, 지금은 라마교 혹은 티베트 밀교라고 불리고 있지만, 그러한 종교 외에, 지금의 신도같은 종교도 있습니다만, 그것을 쭉 보호해 오고 있는 것이군요. 마찬가지로, 종교라고 하는 것은, 신앙이라고 하는 것은, 각각 개인이 자신이 좋아하는 종교를 선택하면 된다고 생각하기 때문에, 그러한 것, 즉, 전원이 입신하지 않으면 안 된다고 하는 것은 아니다.」라고 말했다.
- 니혼TV 「터널즈의 생으로 줄줄 보내줘!!」내의 코너 「아사하라 쇼코의 청춘 인생 상담」에서, 여성 시청자로부터의 「존사는 머리를 감을 때에 린스는 사용하고 있나요?」라고 하는 질문에 대해서 「린스는 사용하지 않는다. 샴푸는 베이비 샴푸를 사용합니다」라고 대답했다.
- 타임지 1995년 4월 3일호에서 커버 퍼슨이 되었다. 이는 일본인으로서는 1987년 8월 31일호 오카 마사히데 이후 약 7년 반 만이다[228].
- <아침까지 생TV>에 출연했을 때 행복의 과학 쪽의 가게야마 다미오가 공원에서 개똥을 줍는 것이야말로 행복과학 가르침의 진수라고 30분 이상 열변한 적이 있었다. 이것에 대해 마원은 후에 「개의 똥이든 인간의 똥이든 사실은 자연에 돌아가고, 그것이 비료가 되고, 예를 들면 똥 그 자체도 미생물의 영양분이 되는 것이니까, 환원시켜 줘도 괜찮겠지」라고 말하고 있다[229].
- 1995년 5월에 TBS에서 방송된 「보도 특집」의 옴진리교 다큐멘터리에서, 관계없는 장면에서 30분의 1초 단위라고 하는 지각할 수 없는 속도로 갑자기 아사하라의 얼굴 사진이나 기독교의 배반자를 나타내는 이스카리오테의 유다의 서브리미널 컷이 몇번이나 방영되었다[230]. 그 후, TBS는 우정성에 의한 사정청취 후 엄중 주의를 받았다[231].
- 요미우리 TV, 선라이즈가 제작한 애니메이션 「시티헌터 3」 제11화(1989년 12월 24일 방송)에서 아사하라의 화상의 컷이 사용되어 방송 후에 발각되었지만[232], 요미우리 TV에의 처분은 옴(진리교) 사건이 일어난 1995년 5월 23일자로 우정성으로부터 「프로그램 기준의 준수를 추궁 당하는 방송을 실시해, 사회 문제를 일으켰다」로서 행정지도를 받았다[233].

### 여성관계
- 아내 마츠모토 토모코 외에도 이시이 히사코[234], 탄트래기터[235], 스메더[236], 이슈타 바질리니[237], 마함들러 다키니[238] 등 애첩이 있었다. 에가와 쇼코는 아사하라에게 강간당했다고 말하는 여성을 취재하고 있다[239]. 4녀의 저서에 의하면, 교단내에 애인은 약 100명 있어 밤마다 존사의 방에는 그녀들이 번갈아 불렸지만, 그 때에는 아내인 마츠모토 토모코는 방 앞에서 침착하게 어슬렁거리고 있었다.덧붙여 여성 신자를 꼬실 때 「이번, 특별한 이니시에이션이 있기 때문」이라고 칭하고 있었다[240]. 하야시 이쿠오의 법정에서 아사하라는 맛이 좋아서 남에게 물건을 부탁할 때 등에 개인에 대해 변명을 한다. 아사하라는 사티안의 이치?그래서 여자아이들을 이니시에이션이라 부르며 귀여워하였는데, 내가 그 사실을 알았을 때 마원이 불러와 "너희들 섹스가 어떤 때 하는지 알고 있느냐? 그건 말이야, 높은 세계에서 영혼을 불러낼 때 하는 거야」라고 말해, 아사하라가 그렇게 한다고 모두 믿어 버린다」라고 증언했다[142]. 아사하라의 성벽에 대해서는 다키니 #마하라의 성적 기호를 참조.
- 여자를 좋아하는 것에 대해서는 자각이 있던 것 같아 「크리슈나는 시바신의 화신으로, 평상시는 멍하니 여자와 장난치며 놀고 있지만, 싸울 때는 상대를 단번에 섬멸한다. 이건 날 꼭 닮았다고 말했다.
- 공처가이자 (이시이 히사코와의) 불륜을 들키면 토모코에게 죽는다며 두려워했다[241].

### 유명인
- 야시로 아키의 집이 근처에 있었기 때문에 놀았던 적도 있어, 야시로부터는 「치즈짱」이라고 불렸다고 한다[242].
- 아키요시 쿠미코[243], 아베 시즈에[244], 사이조 히데키[245]의 팬이었다. 또, 전생에는 미야자와 리에와 부부였다고도 말했다.

### 기호
- 집은 가난했지만 아버지가 옛 곤고무라에서 TV를 처음 구입했고 어릴 적 그 TV에서 안광희와 8만을 자주 보았다고 한다[246]. 후에 미래소년 코난, 우주전함 야마토, 기동전사 건담으로부터 용어를 빌려 설법의 소재로 했다[247]. 또, 전설 거신 이데온은 앵무새와 닮았다, 지구로…의 캐릭터인 조미·마키스·신은 자신과 닮았다고 이야기하고 있었다. 우주전함 야마토 주제가 개사곡을 부른 적도 있다. 맹학교 시절에는 유도 일직선의 영향을 받아 무쇠 나막신을 신은 적도 있었다[248].
- 어린 시절에는 여자아이와 소꿉놀이, 초등부에서는 썬더버드 놀이, 중등부에서는 프로레슬링 놀이를 했다[13].
- 전공과 시절 운동회 응원단장을 맡게 된 마쓰모토는 운동회 당일 모히칸 머리 차림으로 나타나 주위를 놀라게 했다[249].
- 흔히 맹학교 극의 각본·주연을 맡았고, 18세 때는 여자아이에게 덤비는 깡패를 쓰러뜨리는 정의의 아군을 맡았다. 각본은 잘해서 평판은 좋았지만 양아치 역의 학생들로부터는 평이 좋지 않았다[250].
- 이대로라면 다음 생에는 요미우리 쿄진군의 투수가 되기로 되어 있었지만, 수행이 진행된 결과 회피되었다고 한다[251][158]. 56억 년 후에는 미륵보살이 될 혼임을 자칭하였다[63].
- 1995년 3월 22일 강제수사 후 공개된 수기에서 마하포셔의 컴퓨터는 개인 사용자들 사이에서는 1, 2를 다투는 매출을 올리고 있다며 컴퓨터 잡지 DOS/V FAN 창간호 설문조사에서 3위를 차지한 것을 근거로 IBM에 이은 대기업으로 발전했다고 밝혔다[252].
- 아사하라의 책장에는 나의 투쟁이 있었다[253]. 히틀러 생존설과 할마게돈을 쓴 멸망의 시나리오(카와지리 데츠 작)의 팬이었다[254].
- 혈액형 성격 분류에 흥미를 가지고 있었다[255].
- 옴(진리교) 시대의 애차는 검은 방탄 사양 벤츠차(아사하라는 눈이 나쁜 것도 있어 스기모토 시게로등 운전기사가 운전하고 있었다). 1993년경 PSI로 번 돈으로 롤스로이스 차량도 샀다[256]. 이 밖에 토요타 체이서를 튼튼한 자동차로 치켜세웠다. 중고차는 싫어[257].
- 속도광으로 종종 속도위반을 지시했다. 아사하라의 벤츠 성능을 국산차를 탄 신자들이 따라가지 못하는 일도 있었다[258]. 고속도로에서 정체되면 종종 위반인 보행자 통행 지시를 내렸다[187].
- 제6 사티안 1층에 자택이 있었다. 아사하라의 방은 비교적 좁다(목욕탕과 같은 사이즈)[259].
- 주판을 잘해[242].
- 아사하라의 친정 근처에는 콘고우 초등학교가 있고 옆에는 사카모토무라가 있었다. 타키모토 타로는, 이것이 금강승(바지라야나)에의 경도와 사카모토 변호사 일가족 살해 사건에 관계할지도 모른다고 보고 있다.
- 독가스에 심취해 있던 아사하라였지만 킨철 CF는 살생을 장려하고 있다고 비판했다[260].
- 시기에 따라 옷 색깔이 다르다. 초기에는 히나야나를 나타내는 오렌지색 옷, 진리당 출마 전후에는 마하야나를 나타내는 흰색 옷, 그 후 한때는 순수한 귀의를 나타내는 청자색 옷, 말기에는 최고의 색인 적자색 옷을 입었다[261].
- 수염을 기르고 싶은 독특한 풍모를 하고 있었다. 미에현에서 활동하고 있던 예술가 그룹이, 수염투성이였던 것으로부터 옴(진리교)으로 의심되어 경찰이 출동했다고 하는 소문피해도 있었다(예술가라고 하는 것으로 수염이 많았다)[262].

### 음식, 동물
- 멜론[263][264], 초밥[265], 이마가와 구이[264], 돈코츠 라멘[266], 나가하마 라멘[267], 해산물[268], 설탕이 없는 밀크티[269], 새우튀김[269]을 좋아한다.

나흘간의 단수 단식을 마치고 돌아온 이노우에 요시히로의 눈앞에서 멜론을 몇 개나 먹고 있던 적도 있었다. 사티안 부근에서 신자가 구마모토현산 고급 멜론을 대량 구매하고 있었다는 정보도 있다. 하지만 아사하라는 조사에서 멜론 뿐만이 아니라 과일 전반을 좋아한다고 진술하고 있어, 야스다 요시히로 변호사에 대해서도 「멜론따위는 최근 2, 3년간 먹었던 적이 없다. 좋아하는 건 바나나인데라고 했다. 야스다는 「바나나로는 싸서 안되는 것이지요, 제자에게 조식을 강요해 자신만 사치하고 있었다고 하는 검찰측의 시나리오아래에서는」이라고 말한다.
- 저녁식사 시간에 지코가 돌아오지 않았을 때 아사하라는 라면 끓이려고 물을 끓여 냄비를 태운 적이 있고 그 이후로는 큰딸에게 라면 끓이기를 의뢰하게 된다. 한 지인은 요가행사가 조식만 하는 줄 알다가 아사하라가 라면을 먹는 것을 보고 깜짝 놀랐다고 한다[273].
- 신자에게는 육식과 아이스크림을 금했지만 패밀리 레스토랑에서 불고기 덮밥 참치 덮밥 연어덮밥 양파 수프 된장국 두 그릇 아이스 등을 든든히 먹기도 했다[274]. 한동안 패밀리 레스토랑에 중독되어 연일 계속 다녔다[275]. 수사 과정에서 6사티안에서 쇠고기와 새우가 발견됐지만 육식에 대해서는 단호히 부인했다[272].
- 인도 투어전의 식사에서, 커리가 아닌 라면을 먹은 신자에게 분노해 인도에서도 화가 나 있었다. 아사하라가 말하기를 커리를 먹는 것은 좋지만 라면을 먹은 자는 번뇌적이라고 했다[276].
- 하야카와 노리요히데는 검사로부터, 아사하라가 유치장에서 셀프 포어(자살)를 하려고 했지만, 식사 카레라이스를 보고 식욕이 솟아나 중지했다는 이야기를 들었다. 하야카와는 「자신을 포아 할 수 없는 것이, 어떻게 타인을 포아 할 수 있을까」라고 고뇌했다[277].
- 수컷 고양이 '마스 군'과 암컷 고양이 '써니 군'을 키우고 있었다. 마하라 가라사대 마스 군은 사후 아수라계로 환생했다고 한다[278]. 또 옴(진리교)에는 동물의 입신 제도가 있어, 유기 고양이의 「키타로우」 「민민」등이 옴(진리교)의 일원이 되어 있었다. 여러 가지 가지고 올 수 있으므로 「앵무새는 동물원이 아니야」라고 화내도 있었지만, 정신을 차리면 기르고 있었다고 한다[279].
- 오리 장난감과 함께 목욕하는 게 취미[280].

### 체포 후
- 옴 신자에 의한 탈환 계획이 소문이 났지만, 「도쿄 구치소는 콘크리트가 두꺼워 최고의 동굴이자 명상장」으로서 탈환 계획을 부정하고 있다.
- 도쿄 구치소 옆의 건조물(고속도로 기둥)에서 초망원렌즈를 장착한 카메라에 의해 휠체어를 탄 아사하라의 모습이 촬영되어 1996년 4월 25일호의 주간문춘에 게재되어 있다(당시 도쿄 구치소의 담 일부가 공사 때문에 내부가 보이고 있었다. 이것을 눈치챈 미야지마 시게키는 동료와 협력해 촬영에 성공했다. 주간지에 게재된 뒤 공사된 담장은 더 커지고 촬영 장소인 건축물 부근 경계가 삼엄해졌으며 가까워지면 경찰이 달려가도록 돼 있다).
- 1998년 2월 39.8도의 열이 나면서 불규칙 발언도 줄어들 정도로 기운이 없어졌다. 링거를 맞았지만 X선이나 채혈은 거부했다[281].

### 기행

#### 재판중의 기행
- 1심의 첫공판에서 재판장에게 「(본명은) 「마츠모토 치즈오」가 아닙니까」라고 물었을 때 「 「마츠모토 치즈오」라고 하는 이름은 버렸다. (지금의 이름은) 「아사하라 쇼코」입니다」라고 말했다.
- 다른 증인이 증언 중에 끼어들거나 꼬치꼬치, 중얼거리거나 갑자기 고함을 지르는 일이 있었다[282]. 아베 후미히로 재판장은 「나도요, 많은 재판을 해 왔지만, 당신처럼요, 조용히 할 수 없는 피고인은 없어요」라고 말해, 법정은 웃음으로 싸였다[283].
- 아이 캔 스피크 잉글리시 어 리틀 등 잘못된 영어로 말을 꺼낼 때가 많았다. 영문법적으로는 오류가 두드러졌지만 단어는 난이도가 높은 것을 사용했다. 심지어 기본 단어를 까먹었을 때 변호인이 가르치기도 했다. 도요다 토오루의 변호인으로부터 「왠지, 당신, 형편이 나빠지면 영어를 말하는 것처럼 보여」라고 지적받은 적도 있다[284]. 게다가 도요다 변호인에게 '뇌파통신'을 시도하고, 뇌파로 영상을 발신할 테니 수신하라고 요구했다.도요타의 변호인이 "수행을 안 해서 받을 수 없다"고 거절해도 '송신'을 계속했다[284]. 또한 재판소에서 영어로 답변하는 것은 「재판소법」 제74조(재판소에서는 일본어를 이용한다)에 반하는 위법행위이다.
- 치질을 앓아서 그런지 재판 내내 심하게 흔들렸다[285].
- 방청석을 향해 검지로 공중에 무 죄라고 써 보이는 퍼포먼스도 있었다[286].
- 의미 불명한 발언
  - 지금 이름은 없다. 블랙홀을 짊어지고 있다[287][288].
  - 이런 이야기를 오늘 엔터프라이즈 같은 핵추진 항공모함 위에서 한다는 게 기쁘기도 하고 슬프기도 하고 착잡하기도 한다.
  - 엔터프라이즈에서 재판이 어디 있어?
  - 여기를 제로로 X축과 Y축이.[289]
  - "혁명은 레볼루션이지[290]"
  - 「죠우 후미히로가 거기서 놀고 있는 건가!?[291]」
  - "지금 여기 있는 게 아사하라 쇼코입니다[292]"
  - '몸이 산산조각 나는데 잠이나 푹 잘 수 밖에 없어[293]'
- 사실과 다른 발언
  - 나는 지금, 우주 전체를 움직일 수 있는 생물이 되어 있다.
  - 어, 무죄야[294].
  - 「아베 후미히로 재판장이 1996년 11월 15일에, 석방이라고 한다. 미국에서 체크되고 있어요[295].
  - 아사하라 쇼코는 반드시 암살당하고 97년 4월 공판정에서 의견진술을 할 수 없게 되고 만다.
  - 제3차 세계대전은 끝났으니까요.
  - (아내) 할아버지가 문선명 씨거든요. 통일교회. 알겠습니까, 호소카와(도쿠가와), 천황가, 그리고 통일교회, 그리고 옴진리교가 움직여서 말예요, 천수백 표는 안 될 거예요[296][297].
  - 「일본의 특별한 법률이 있어서, 부인은 혼자가 아니어도 좋다[298].
  - '지하철 사린에서 죽지 않아 도무지 모르겠다[299]'
- 엔도 세이치에 대한 고집.
  - 「아마 엔도 세이치군이, 옴진리교, 그리고 일본을 통치하고 싶었는지도 모른다.내 아내도 말려들었다.90년인가 89년인가 들어올 때부터 이상했다[300].
  - 엔도 세이치 군의 대장균이 증식한 고급 대장균이 뿌려졌다[301].
  - "저는 엔도 세이치에게 살해당한 사람이다[302]"
- 멋대로 사망 선고
  - "아침까지 생TV에 중독돼서 보석서를 쓴 판사 3명이 살해됐고, 신원 인수인은 나카자와 신이치[303]."
  - 「아니, 그러니까, 아베 후미히로 재판장은 사형당해……n이야……사망자…[304]」
  - 도요다 형 피고인이었던 사람이죠, 지금은 중화인민공화국의 태평양 쪽으로 거듭나고 있다[305].
  - 스기모토 시게로는 사망했다. 확실한다[306].
- 피해망상
  - "환각제를 사용한 재판은 그만해 주셨으면 합니다[307]."
  - '나를 정신병원에 넣기 위해서 하는구나. 초음파를 써서내 몸을 레이저로 구워줘. 이런 세뇌, 엉터리 같은 짓은 그만했으면 좋겠어. 구치소에 돌아가면 전격적으로 한 방에 죽여 줬으면 좋겠다[308].
- 선서를 거부, 폭언을 하는 등 몇 번인가 퇴정 당했다[288].
  - '여긴 법원 같은 게 아니야, 극장이야[103]'
  - "퇴정시켜 사형장으로 데려가는 것은 오케이다[103]. "
  - "사살하고 싶으면 사살하면 돼[103]"
  - 사카모토 츠츠미가 한 말이 이상하다[309]
- 2000년 4월 4일의 제153회 공판에서 변호사 타키모토 타로가 증인으로 나왔을 때는, 타키모토에 대해 「바보」 「나가라」라고 고함치거나 형무관에게 화풀이 해 주먹질을 했다[310].
  - 헌법 위반이다[311].
  - 여기 저기 아들 하나 만들어서 뭐하나. 자해하라[311].
  - "이 녀석은 사카모토 쓰쓰미 엄마야[311]"
  - (아베 후미히로 재판장에게) 나 아버지야. 너희들 거야[311].
- 점차 법정에서 졸기등을 하게 되어, 심리에 관심을 나타내지 않게 되었다[312].
- 모리 타츠야는 어느 사법 기자로부터, 자주 오전과 오후에 마츠모토의 바지가 바뀌어 있어 실금하고 있는 것 같다고 전해 들었다[313].

#### 구치소에서의 기행
- 1996년 10월 18일의 제13회 공판(이노우에 가호 증인이 출정)으로부터 돌아온 후, 「나의 제자는……」 「니이미가 한 말은 거짓말이다」라고 울부짖으면서 혼잣말을 하거나 소리를 지르거나 문을 두드리거나 독방에 치즈를 던지는 등의 기행을 시작한다.이 때문에 보호방으로 옮겨졌다[314].
- 구치소 간수나 접견 변호사에 대해서도 불규칙 발언을 했다. 게다가 변호사 접견도 점차 시시하다 석방됐으니 안 가겠다며 거부하게 됐다[315]. 2000년경부터 구치소내에서도 대화 불능이 된다.
  - '목소리가 들린다'[316]
  - 사형 폐지를.[316]
  - "교수님 앞으로 가게 해다오. "[316]
  - 헤로인 중독 검사를 해 주세요. 그런 느낌이다.[316]
  - "헤로인 때문에 손발이 뻣뻣해지고-"[317]
  - 나는 미칠지도 모른다. 꿈속에서 이상한 것이 보이고 들리곤 한다.[317]
  - "아처리는 어디 있어"[317]
  - 여기는 구치소가 아니다. 니혼TV이다. 나는 이곳에 납치돼 감금돼 있다.[315]
  - "80일 동안 빙글빙글 돌려서 정신병 앓고 있다"[315]
  - 심장이 멈췄어요. 멈춰도 살아 있는 거예요.
  - 고시엔의 우승 투수다.
  - 메이저리그 볼 3호다.
- 결국 말다운 말을 하지 않게 되었다. 다음은 의사와 면접 때이다.
  - '아, 아, 아'[318]
  - '이, 이'[318]
  - "으으으"[318]
  - '음'[318]
  - "으흐흐"[318]
  - "울세이"
  - [318]
  - "응, 응"[318]
  - "오우"[318]
  - "그럼."[318]
- 심에서 사형 판결을 받았을 때 독방에서 왜 그래! 젠장!이라고 외쳤다. 이는 법원의 공소기각 결정 요지에도 기술돼 있다. 정신감정에서 정상이라고 판단된 근거 중 하나는 팔을 비틀며 아파!라고 말한 것을 들 수 있다.
- 아침이 되자 "쇼코쇼코!"를 외쳤다[319].
- 옥중에서 분뇨를 흘리기 위해, 40대 중반 무렵부터 기저귀를 사용하고 있다고 보도되고 있다. 목욕에도 스스로 들어갈 수 없기 때문에 간수등에 씻기는 것이지만, 몸에 부착된 대변때문에 목욕탕은 오물투성이의 극히 비위생적인 상태가 되기까지라고 한다. 청소시에는 튀은 대변을 장화로 밟아 배수구에 흘려보낼 수 있을 정도로 세세하게 해서, 클렌저로 살균한다고 한다[320].
- 옥중에서의 식사는, 다른 사람이 그날의 식단에 의한 보통의 식사인데 비해, 아사하라의 경우는 같은 식단의 식사 메뉴를 모두 하나의 식기에 담아, 그것을 먹이고 있다고 한다. 식사에 사용하는 식기는 스푼으로, 이 스푼은 전분으로 만든 것이다.[출처 필요]。
- 항소심 변호인인 마쓰이 다케시에 따르면 아사하라는 도쿄 구치소에서 마쓰이를 접견하던 중 옷 위로 사타구니를 문지르고, 게다가 음경을 노출시켜 자위행위를 벌여 사정까지 이르게 했다[321]. 자신의 딸들과의 접견에서도 자위행위를 벌인 적이 있었다[322]. 2005년 8월 세 딸을 만나면서 아사하라가 바쁘게 움직이던 손을 멈추자 운동복 안에서 성기를 꺼내자 자위행위를 시작했다. 딸 셋이 침묵하는 부자연스러운 분위기를 감지한 간수가 눈치채고 그만둬!라고 간수가 제지했지만 세 번 정도 반복했다. 세 딸들은 말문이 막힌 채 멍하니 아버지의 자위를 바라본 채 접견시간의 30분이 지났다[130].
- 독방 생활에 대해 도쿄 구치소 관계자는 HIV 감염자나 각성제 중독자 등이 있는 병사의 간수도 함부로 접근하지 못하는 격리 독방에서 분투가 된 채 독방에서 기저귀 안에 분뇨를 흘리거나 접견실에서 마스터베이션을 하는 등 폐인이나 다름없는 상황이라고 말했다.

## 저서
아사하라 쇼코 명의만 기재. 이 외 , 옴의 서적에는 실질적으로 아사하라의 설법집인 것도 많다.
- 초능력 '비밀의 개발법' - 모든 것이 뜻대로 된다! - 1986년 (야마토출판)
- 생사를 초월하는 - 절대 행복의 열쇠를 풀다 - 1986년
- 초능력 '비밀 커리큘럼' 건강편 - 암, 에이즈도 무섭지 않아!! - 1987년
- 이니시에이션 - 1987년
- 마하야나 수트라 - 대승 요가 경전 - 1988년
- 멸망의 날 - 아사하라 쇼코「묵시록 대예언」의 비밀의 베일을 벗기다 - 1989년
- 멸망에서 허공으로 - 계속·멸망의 날 아사하라 쇼코의「묵시록 대예언」완전 해독 - 1989년
- 원시불전강의 1 - 1990년
- 마하야나 수트라 PART2 - 1991년
- 창세기 - 1991년
- 인류 멸망의 진실 - 1991년
- 진실한 부처의 가르침은 이렇다! - 행복의 과학 회원이여 들으시오! - 1991년
- 백문백답 - 1991년
- 노스트라다무스 비밀의 대예언 - 1999년의 수수께끼 - 1991년
- 마하라 쇼코의 명중! 부양 - 28명의 결정적 순간이 증명하는 현대의 신비! - 1991년
- 마하라 쇼코의 더 사마디 - 현대로 되살아난 니시에의 성자의 기적! - 1991년
- 타다카타 아비단마 제1송품~제4송품 - 1991년·1992년
- 그리스도 선언 PART 1~4 - 1991년~1993년
- 고대 이집트의 비의를 풀다 - 다시 살아나는 쿤달리니 요가 문명 - 1992년
- 색상별 연인 판정법 - 적중하게 밝힌다! 바르도의 비밀 - 1992년
- 신스 음악을 즐기자 - 최성 아사하라 쇼코 존사의 베스트 26 - 1992년
- 와작와작 지혜의 왁서 - 고사성어를 정확히 알 수 있다! 1~6 - 1992~1993년
- 근원 불전 시리즈(1·3·5·11·12) - 1993년
- 보디샛바 수트라 - 완전타력본원의 길을 설명하다 - 1994년
- 일출국, 재앙근처 - 아사하라 쇼코, 전율의 예언 - 1995년
- 망국 일본의 슬픔 - 미망의 영혼이여, 대악업의 공포를 알라 - 1995년

## 아사하라 역을 맡은 인물
- 아오누마 요이치로 - 후지TV 더 논픽션 허상의 신 (목소리만)
- 와다 요이치 - 영화 지옥 (아사하라와 아주 닮은 <쿠즈하라> 역)
- 후루카와 에쓰시 - NHK '미해결 사건'

## 같이 보기
- 일본의 사형제
- 메시아 콤플렉스

### 내용주
1. 1 2  판결서에는 구마모토현 야쓰시로군 곤고무라라고 기재되어 있지만, 곤고손은 1954년 4월 1일에 야쓰시로시에 편입되어 치즈부의 출생시에 소멸했다.
2. ↑  다만 이후의 재판 등에서 아사하라는 호스겐이나 보툴리누스균 등 그 밖에도 많은 옴진리교의 무기를 개발 지시했으며, 사린은 그 중 하나에 불과한 것으로 나타났다('황천의 개'는 아직 사정을 잘 알지 못했던 1995년 당시의 문장)
3. ↑  마츠모토가 고등부 1학년 때인 1970년 9월 1일에는 현 주소인 구마모토시 히가시구 히가시마치로 교사가 이전되어 있다[20][전 5].
4. ↑  BMA는 붓다 메시아 어소시에이션의 약어[54]. 타카야마 후미히코는 이 명칭에 대해 종교단체인 GLA(갓 라이트 어소시에이션)을 본뜬 것이 아닐까 추측하고 있다[55].
5. ↑  뱀이나 당근 껍질 같은 한약을 알코올에 절인 '청룡단'
6. ↑  이때 아사하라는 큰형에게 "교주가 되어주라"고 부탁한 바 있다[65].
7. ↑  옴진리교의 마하야나(대승)란, 자신 뿐만이 아니라 다른 많은 사람들을 높은 세계에 이르게 하는 길(중생 제도, 구제)이다. 교단 전체는 마하야나로 규정된다.
8. ↑  옴진리교의 바질라야나(금강승)란 구루와 제자의 1대 1 관계에서만 이루어지는 길이다. 악업을 계속하는 영혼을 구제하기 위해 살해하는 것, 탐욕스러운 영혼을 구제하기 위해 그 재산을 빼앗는 것, 거짓으로 진리로 인도하는 것 등이 천계 보살들의 수행으로 설파된다. 바지라야나의 교의는 살인을 정당화하는 것으로 교단이 근간으로 삼고 있는 것.
9. ↑  노다 세이지 규약·강령·활동 규정(「알레프」시대)
10. ↑  체포 이유는 교단 시설에 대한 '주거 침입'인데, 이는 교단의 실체가 심하다고 느낀 차녀가 장남을 교단으로부터 구출하여 보호하기 위한 수단이었다고 한다[150].
11. ↑  뱀이나 당근 껍질 같은 한약을 알코올에 절인 '청룡단'
12. ↑  옴진리교 전 신도 히로세 겐이치의 수기 제4장 p.5 정토진종 오타니파 엔코지